# Thomas Alva Edison

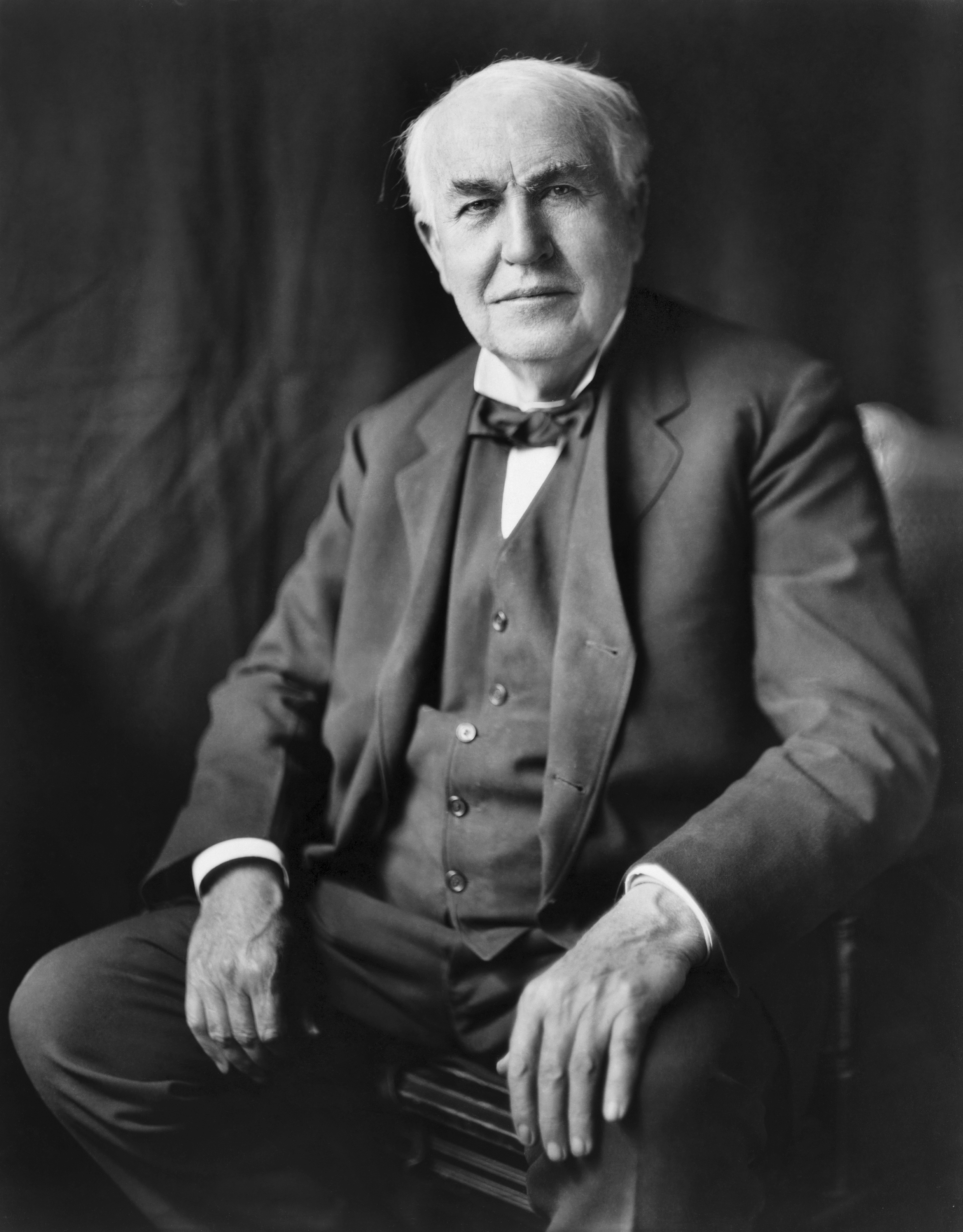
Thomas Alva Edison (ca. 1922)

Thomas Alva Edison (* 11. Februar 1847 in Milan, Ohio; † 18. Oktober 1931 in West Orange, New Jersey) war ein US-amerikanischer Erfinder, Elektroingenieur und Unternehmer mit dem Schwerpunkt auf dem Gebiet der Elektrizität und Elektrotechnik.
Seine Verdienste gründen in erster Linie auf der Marktfähigkeit seiner Erfindungen, die er zu einem System von Stromerzeugung, Stromverteilung und innovativen elektrischen Konsumprodukten verbinden konnte. Edisons grundlegende Erfindungen und Entwicklungen in den Bereichen elektrisches Licht, Telekommunikation sowie Medien für Ton (insbesondere 1877 der Phonograph) und Bild hatten einen großen Einfluss auf die allgemeine technische und kulturelle Entwicklung. In späteren Jahren gelangen ihm wichtige Entwicklungen der Verfahrenstechnik für die Bereiche Chemie und Zement. Seine Organisation der industriellen Forschung prägte die Entwicklungsarbeit späterer Unternehmen.
Die Leistungen von Edison bei der Elektrifizierung New Yorks und der Einführung des elektrischen Lichts markieren den Beginn der umfassenden Elektrifizierung der industrialisierten Welt. Diese epochale Veränderung ist insbesondere mit seinem Namen verbunden.

## Leben

### Jugendzeit und Beginn der Karriere als Telegrafist (1847 bis 1868)

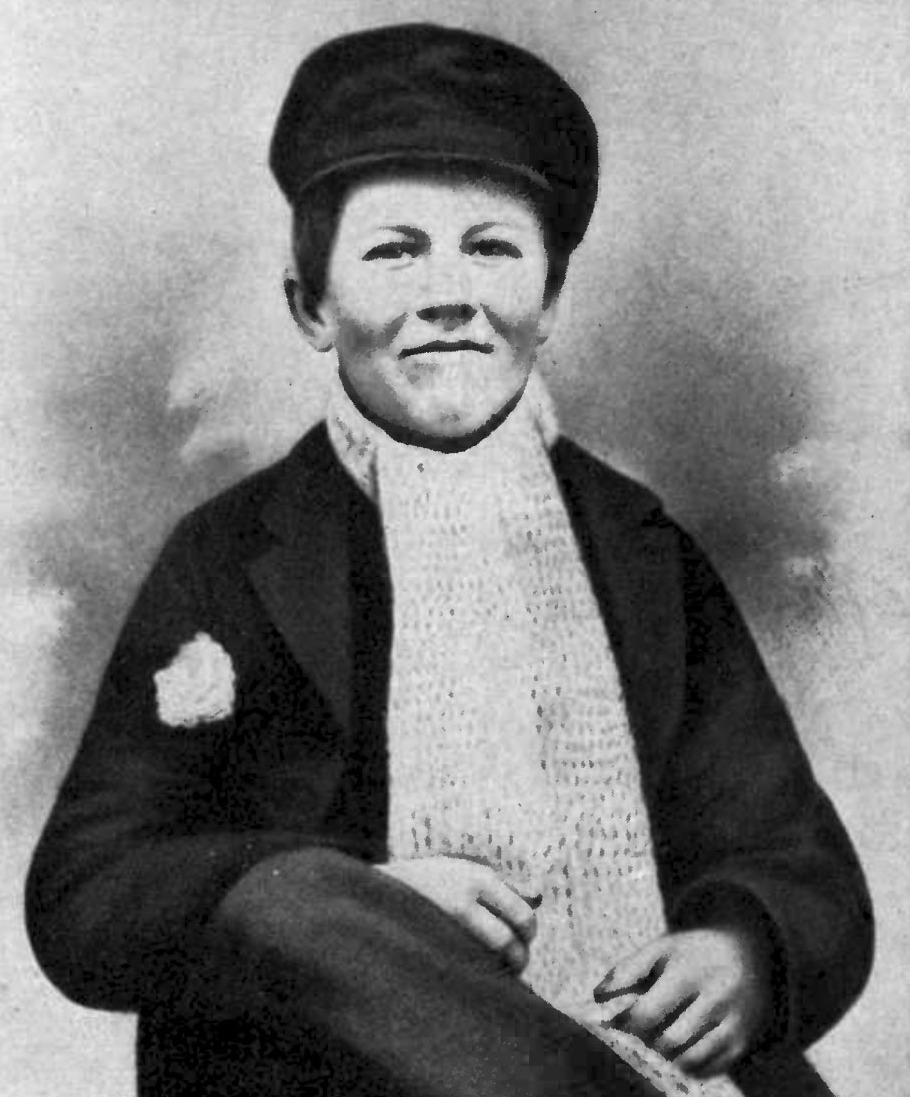
Thomas Edison als Vierzehn- oder Fünfzehnjähriger

Thomas Alva Edison wurde am 11. Februar 1847 in Milan, einem Dorf im Norden Ohios, als siebtes Kind von Samuel Ogden Edison (1804–1896) und Nancy Matthews Elliott (1810–1871) geboren. Seine Mutter arbeitete eine Zeit lang als Lehrerin, sein Vater übte häufig wechselnde selbstständige Tätigkeiten aus, unter anderem im Kiesabbau, in der Landwirtschaft und als Grundstücksspekulant. Er war ein Freidenker und politischer Aktivist, der aus Kanada in die USA emigrieren musste. Das Elternhaus wird als intellektuell stimulierend eingeschätzt.
Thomas Edison erhielt nur einige Monate geregelten Schulunterricht. Danach wurde er durch seine Mutter weiter unterrichtet. Als er sieben Jahre alt war, zog die Familie nach Port Huron, Michigan, um. Vier Jahre später, 1859, erhielt er eine erste Anstellung für den Verkauf von Süßigkeiten und Zeitungen in der Grand-Trunk-Eisenbahn zwischen Port Huron und Detroit. Die langen Haltezeiten des Zuges in Detroit bis zur Rückfahrt nutzte er für das Lesen von Büchern in der dortigen Bibliothek.
Edison hatte bereits in seiner Kindheit Hörprobleme und war sein Leben lang schwerhörig.
1862 bekam er von einem Telegrafisten, dessen Sohn er vor einem Unfall bewahrt hatte, Unterricht in der Telegrafentechnik. Er arbeitete danach als Telegrafist bei James U. MacKenzie in Mount Clemens. Fünf Jahre lang, von 1863 bis 1868, hatte er häufig wechselnde Anstellungen als Telegrafist in Stratford, Indianapolis, Cincinnati, Memphis, Louisville und Boston. In dieser Zeit gewann er über die Bedienung hinaus ein profundes Verständnis für die Telegrafentechnik, da die Telegrafisten häufig auch die Wartung der Geräte und der Batterien übernehmen mussten. Durch die Zusammenarbeit mit Telegrafisten von Unternehmen und Zeitungen erkannte er die Bedeutung dieser Technik für viele Geschäftsbereiche. Er soll sich damals mit elektrotechnischen Fachbüchern und Fachzeitschriften weitergebildet und mit dem Experimentieren begonnen haben. 1868 kam er in Boston mit der Welt der Telegrafenhersteller, Telegrafenkonstrukteure und der Finanzierer dieser Technik in Kontakt und begann selbst mit der Entwicklung von Telegrafentechnik. 

### Aufstieg als Erfinder in der Telegrafenbranche (1868 bis 1876)

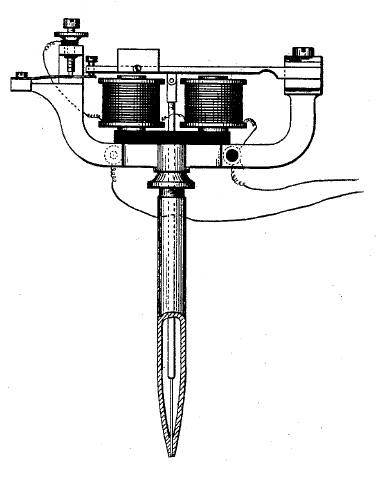
Der elektrische Stift war das erste Produkt von Thomas Edison das für die breite Masse käuflich war. Die elektrisch bewegte Nadel im Stift perforiert beim Schreiben oder Zeichnen eine Vorlage, die dann als Schablone für die Vervielfältigung benutzt werden kann.

Am 11. April 1868 veröffentlichte die Fachzeitschrift The Telegrapher einen von Edison selbst geschriebenen Bericht. Thema war eine von ihm entwickelte Variante der Duplex-Technik für die gleichzeitige Übertragung von zwei Nachrichten über eine Leitung. Diese erste Veröffentlichung von Edison bewirkte zugleich seine Wahrnehmung in der Fachwelt außerhalb seines persönlichen Kreises. 1868 meldete er sein erstes Patent auf einen elektrischen Stimmenzähler für Versammlungen an. Dieser wurde im Kongress jedoch nicht eingesetzt. Die Abgeordneten bevorzugten das traditionelle langsame Verfahren, da es mehr Möglichkeiten ließ, unbeliebte Anträge zu verzögern und andere Abgeordnete umzustimmen.
1869 ging Edison nach New York. Dort lernte er Franklin Leonard Pope kennen, kam durch ihn mit der Gold & Stock Telegraph Company in Kontakt und wurde für die gesamte Telegrafentechnik der Firma zuständig. Später wurde er Teilhaber der von Pope gegründeten Firma Pope, Edison & Co. Beide erwarben gemeinsam Patente für Telegrafen mit Druckvorrichtungen. Solche wurden unter anderem zur Übermittlung der Goldpreise aus der Börse an die Händler benötigt. Ein weiterer von Edison und Pope entwickelter Drucktelegraf sollte speziell für die Bedienung durch Privatpersonen oder kleine Unternehmen ohne Fachpersonal geeignet sein. Gemeinsam mit weiteren Partnern wurde für dieses Marktsegment die American Printing Telegraph Co. gegründet. Das gemeinsame Unternehmen Pope, Edison & Co. wurde Ende 1870 wieder aufgelöst. Die gemeinsamen Patente und auch das erfolgreiche Geschäft der American Printing Telegraph Co. kaufte die Gold & Stock Telegraph Co. Unter anderem durch die Zusammenarbeit mit Pope, der mit vielen Fachzeitungen und Elektrounternehmen in Kontakt stand, wurde die Telegrafenbranche zunehmend auf das Talent von Edison aufmerksam. Die Entwicklungen von Pope und Edison waren zudem relevant im Kampf der Telegrafenunternehmen um den lukrativen Markt der Finanzinformationsdienstleistungen.
Franklin Pope hatte seit dem Ende der Zusammenarbeit bis zu seinem Tod 1895 eine von der öffentlichen Wahrnehmung signifikant abweichende Meinung über Thomas Edison. In Fachbüchern und Artikeln für Fachzeitschriften relativierte er Edison zugeschriebene Erfindungsleistungen. Als Patentanwalt oder Sachverständiger vertrat er häufig Kläger gegen Edison-Unternehmen.
1870 entstand Edisons erste eigene Werkstatt für Entwicklung und Fertigung in Newark, New Jersey. Sein Partner bei der Herstellung von Kurstelegrafen war der Mechaniker William Unger. Für das expandierende Geschäft gründete Edison 1872 eine neue Werkstatt mit dem Mechaniker Joseph Thomas Murray und zahlte Unger aus. Diese Werkstätten zur Herstellung von Kurstelegrafen und Telegrafen für private Leitungen hatten um die 50 Mitarbeiter und wiesen eine Produktion von etwa 600 Geräten im Jahr auf. Sie markierten den Beginn der Tätigkeit Edisons als Erfinder-Unternehmer.
Durch zahlreiche Kooperationen und Verwertungen von Erfindungen in der Telegrafentechnik besserte sich Edisons finanzielle Situation in diesen Jahren. Während er 1869 noch bei der Familie seines damaligen Freundes Pope wohnte, konnte er bereits 1871 sein erstes eigenes Haus kaufen und eine eigene Familie gründen. Er heiratete Mary Stilwell. 1873 kam sein erstes Kind Marion auf die Welt. Die finanzielle Situation von Edison blieb aber instabil, denn den hohen Kosten für seine Entwicklungsarbeiten und eigenen Fertigungswerkstätten standen nur unregelmäßige Einnahmen gegenüber. Sein Haus musste er 1874 wieder aufgeben und zeitweise in eine Wohnung ziehen.
Das zentrale Problem der Telegrafengesellschaften war damals die effiziente Nutzung der teuren Telegrafenleitungen. Automatische Telegrafen, die auf Papierlochstreifen vorgefertigte Nachrichten schnell senden, wurden von Julius Wilhelm Gintl konzipiert und von Joseph Barker Stearns (1831–1895) zur Anwendungsreife in England entwickelt. Auf den langen Distanzen der Telegrafenleitungen in Amerika funktionierten diese jedoch nicht. Edison konnte das Problem der Signalqualität lösen und die Telegrafen weiter beschleunigen, wobei insbesondere auch die Nachrichtenaufzeichnung beim Empfänger für die Geschwindigkeitsanforderungen weiterentwickelt werden musste. Von 25 bis 40 Wörtern je Minute bei den manuellen Telegrafen und 60 bis 120 Wörtern bei der Ursprungserfindung des automatischen Telegrafen verbesserte Edison die Übertragungsgeschwindigkeit auf 500 bis 1000 Wörter je Minute.
Der Versuch des Verkaufs der Technik an das British Post Office Telegraph Department schlug fehl. Edison stellte bei einer Reise nach London 1873 insbesondere Probleme seiner Lösung mit unterirdischen Telegrafenleitungen fest. Die Erkenntnis, weniger zu wissen als er glaubte, sowie der Kontakt mit der weiter entwickelten Elektrotechnik in England waren vermutlich der Anlass für die Erweiterung seiner Entwicklungstätigkeit auf experimentelle Forschungen und ein intensiveres Studium von Fachliteratur.
Edison entwickelte mit dem Quadruplextelegrafen eine Technik zur gleichzeitigen Übermittlung von vier Nachrichten und steigerte damit den Nutzen der Telegrafenleitungen weiter. Seine Lösung bestand darin, die Spannungsamplitude zur Signalübertragung einer Nachricht (Amplitudenmodulation) und die Polarität für die zweite Nachricht (Phasenmodulation) zu nutzen. Diese Technik kombinierte er mit der bekannten Duplextechnik, die die gleichzeitige Übertragung von Nachrichten in beide Richtungen ermöglichte. Telegrafenunternehmen, die über Rechte an dieser Technik verfügten, sparten hohe Beträge für die sonst erforderliche Ausweitung ihrer Übertragungskapazitäten durch zusätzliche Leitungen.
Der Verkauf von Rechten an der Quadruplex-Technik und weiteren Erfindungen Anfang 1875 eröffnete Edison neue Möglichkeiten. Er profitierte dabei von der Absicht des Eisenbahnindustriellen Jay Gould, mit der Atlantic and Pacific Telegraph Co. ein zum Marktführer Western Union konkurrierendes Netz aufzubauen. Die Vorgehensweise von Western Union, Telegrafenleitungen entlang von Eisenbahntrassen zu errichten, konnte Gould einfach kopieren, und die Rechte an leistungsfähiger Technik kaufte er von Edison. Mit dem Erlös konnte dieser seine damalige prekäre finanzielle Situation bereinigen und sein erstes Erfinder-Labor in Newark einrichten, welches er kurze Zeit später ausbaute und nach Menlo Park verlegte. Mit Charles Batchelor, Charles Wurth und John Kruesi, Mitarbeitern aus seinen Fertigungswerkstätten für Telegrafen, und dem neu angestellten James Adams machte Edison Forschung, Erfindung und Entwicklung zu seiner Kerntätigkeit.
Die 1875 begonnene Entwicklung des elektrischen Stiftes und einer darauf aufbauenden Kopier- und Drucktechnik, die später zur Mimeographie weiterentwickelt wurde, war durch die Arbeiten an der Telegrafentechnik inspiriert. Patentiert wurde die Erfindung durch das US-Patent 180.857 vom 8. August 1876 als Autographic Printing. Es war Edisons erster Versuch, durch Erfindungen und deren Vermarktung regelmäßige Einnahmen zu erzielen. Der Erfinder und Unternehmer Albert Blake Dick entwickelte unter Verwendung eines Edison-Patents eine Variante ohne Elektrik, verkaufte das Produkt als Edison Mimeograph und erzielte damit für Jahrzehnte hohe Verkaufszahlen. Bis 1889 verkaufte er in den USA etwa 20.000 Geräte und etablierte die Kopiertechnik in Firmen und Behörden. Die von Edison selbst produzierten Geräte galten als „zu technisch“ und waren weit weniger erfolgreich. Während es bei den Telegrafie-Erfindungen um Infrastruktur für wenige Interessenten ging, war der elektrische Stift das erste Produkt von Thomas Edison für den Massenmarkt mit der besonderen Bedeutung von Werbung, Vertrieb und Kundenreaktionen. Seine Mitarbeiter Adams und Batchelor waren an den Erlösen beteiligt.
Kurzzeitig war Edison in einen wissenschaftlichen Disput über einen von ihm entdeckten Etheric Force genannten Effekt verwickelt, der sich später als die Entdeckung hochfrequenter elektromagnetischer Wellen herausstellte. Er versäumte es jedoch, seine fortgeschrittenen Experimente zur drahtlosen Telegrafie weiterzuentwickeln.
Mit der bedeutenden Western Union Telegraph Co. stand Thomas Edison in einem Vertragsverhältnis. Das Unternehmen bezahlte ihn für die Entwicklung der akustischen Telegrafie. In der Telegrafentechnik hatte er 1869 bis 1875 seinen Ruf als Erfinder begründet und die finanziellen Voraussetzungen für seine weiteren Leistungen erarbeitet. In der Branche war Edison 1875 ein bekannter Mann, über den in Fachzeitschriften berichtet wurde. Der breiten Öffentlichkeit wurde er jedoch erst in den folgenden Jahren bekannt. Die Telegrafentechnik war fortan nicht mehr Schwerpunkt seiner Arbeit.
Franklin Pope, Marshall Lefferts, der Präsident der Gold and Stock Telegraph Co., und William Orton, der Präsident der Western Union Telegraph Co., gelten als wesentliche Wegbereiter für den weiteren Aufstieg von Thomas Edison. Ein Netzwerk an Beziehungen zu Zeitungen, Technologiefirmen und Patentanwälten verdankt er insbesondere Pope. Kontakte mit Investoren und das Wissen über Finanzierung und die Notwendigkeit eines Geschäftsplanes verdankt er Lefferts und Orton, die auch das Ansehen von Edison bei anderen Geschäftsleuten förderten. Von ihnen lernte er insbesondere, dass man für die Kontrolle über ein technologisches Vorhaben einen kompletten Satz aller notwendigen Patente benötigt.

### Das Edison-Labor in Menlo Park, Gründerjahre (1876 bis 1880)

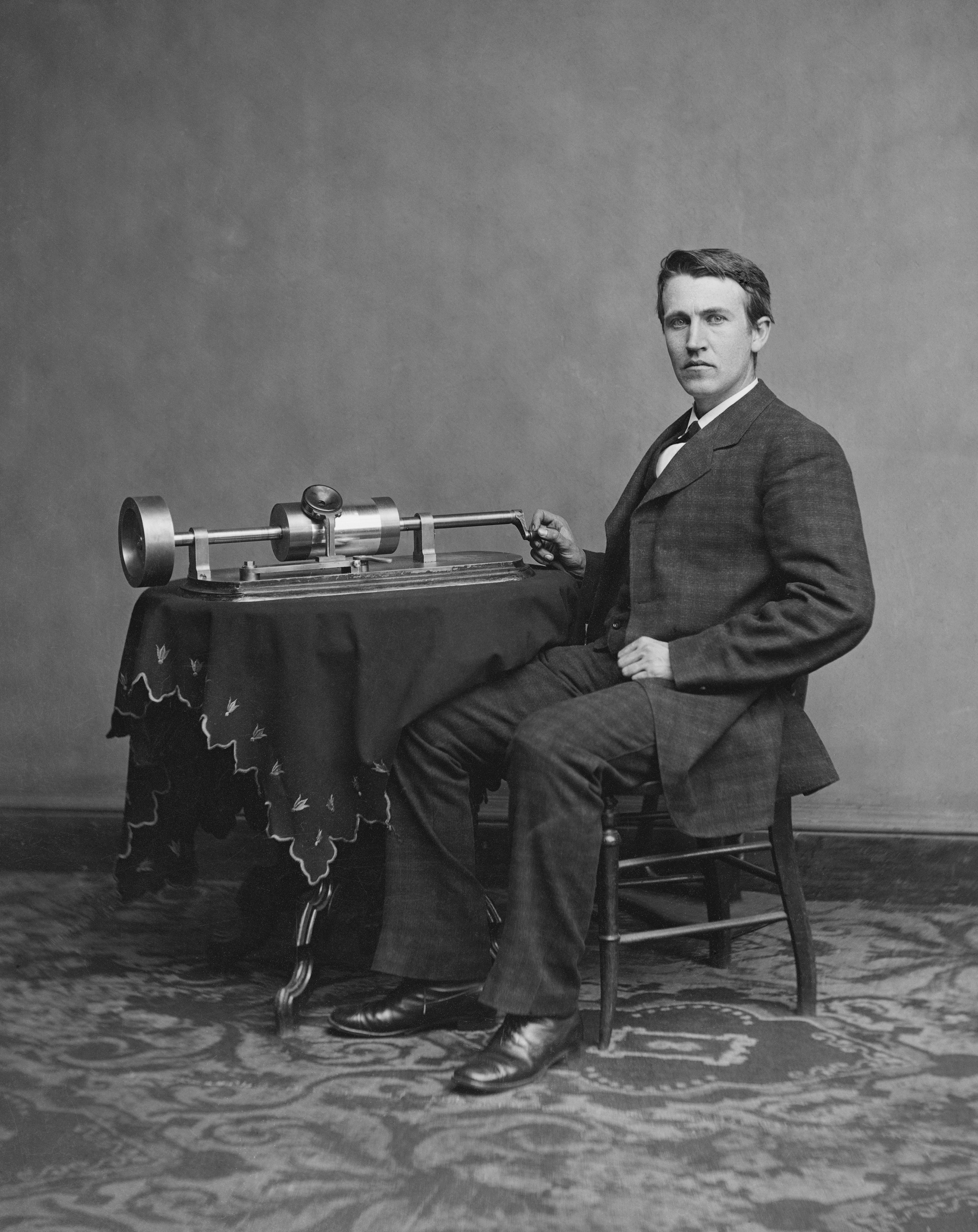
Thomas Edison mit seinem Zinnfolienphonographen. Die Aufnahme entstand am 18. April 1878 im Fotostudio von Mathew B. Brady in Washington, D.C. und gehört zu den bekanntesten Bildnissen Edisons.

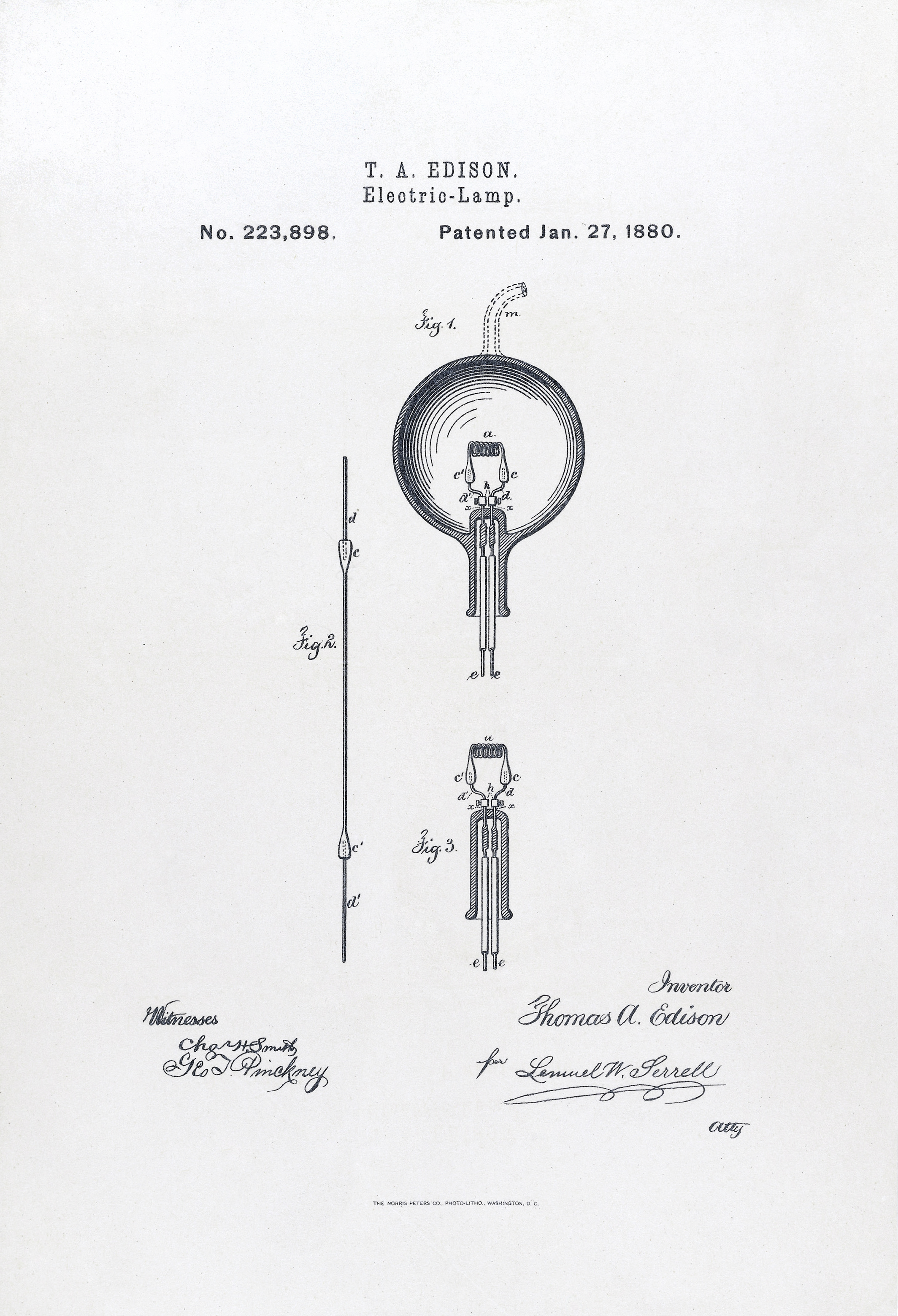
Titelblatt des Patents Electric-Lamp von 1880

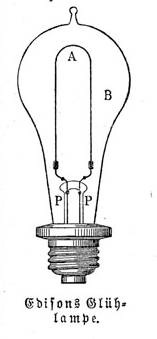
Edison-Glühlampe, Meyers Konversationslexikon 1888

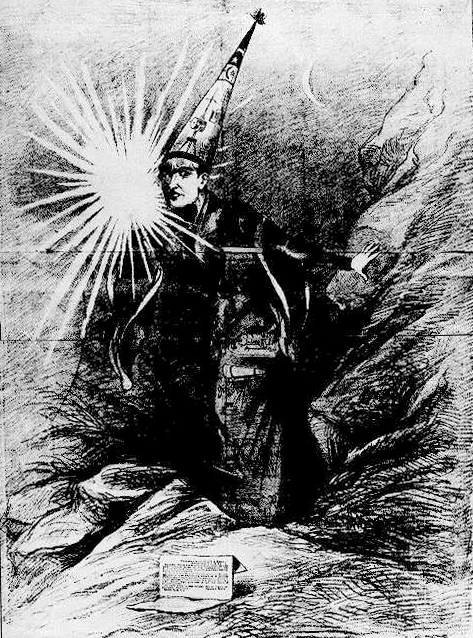
„Die Suche des Zauberers“ – Illustration auf der Titelseite des New York Daily Graphic am 9. Juli 1879

Am 18. Juli 1877 erfand Edison den Phonographen, der in den folgenden Monaten entwickelt wurde. Im Unterschied zu vielen anderen seiner Erfindungen war diese etwas grundsätzlich Neues und keine Weiterentwicklung bekannter Technik. Edisons Arbeit an automatischen Telegrafen, die auf geprägte Papierstreifen gespeicherte Texte sendeten, führte zu der Entdeckung, dass die geprägten Papierstreifen bei der schnellen Ausführung in der Mechanik des Telegrafen Vibrationen und Töne erzeugten. Diese Beobachtung wurde von Edison zum Phonographen weiterentwickelt. Nach den Erinnerungen von Thomas Edison war die erste Aufnahme mit einem funktionstüchtigen Phonographen ein Vers des Kinderreims Mary had a little lamb. Er schrieb, er sei „ergriffen“ gewesen beim Hören der eigenen Stimme. Im November 1877 wurde der Phonograph der Öffentlichkeit vorgestellt und am 19. Februar 1878 erhielt er das Patent. Auf Vorschlag des Unternehmers Julius Block schickte Edison dem russischen Kaiser Alexander III. einen Phonographen als persönliches Geschenk.
Ebenfalls 1877 gelang Thomas Edison mit der Entwicklung seines Kohlegrießmikrofons ein entscheidender Verbesserungsschritt in der Telefontechnik. Das Patent dafür wurde ihm jedoch erst nach langem Streit mit den Bell Labs zuerkannt, die ein später für ungültig erklärtes Patent von Emil Berliner erworben hatten. Bei den damals bereits von der Bell Telephone Company angebotenen Telefonen wurde die Energie zur Erzeugung eines elektrischen Signals im Mikrofon selbst aus dem aufgefangenen Schall gewonnen. Allerdings waren so erzeugte Signale ohne die erst im 20. Jahrhundert verfügbare elektronische Verstärkung zu schwach für die Übertragung über längere Distanzen. Bells Telefone konnten daher bisher nur im Ortsbereich genutzt werden. Mit Bell konkurrierende Telegrafengesellschaften, die selbst auch neue Geschäftsmodelle auf Basis der Telefonerfindung umsetzen wollten, beauftragten Edison, eine Lösung für dieses Problem zu entwickeln. Edisons Kohlegrießmikrofon gewinnt die für das elektrische Signal benötigte Energie nun nicht mehr aus dem Schall, sondern entnimmt sie einer externen Energiequelle. Durch das Mikrofon wird ein angemessen starker, von außen eingespeister Strom geleitet. Die Schallwellen beeinflussen den elektrischen Widerstand der in dem Mikrofon enthaltenen Kohlegrießfüllung. Auf diese Weise wird ein starker Signalstrom durch einen schwachen Schalldruck moduliert. Eine verständliche telefonische Sprachübertragung war damit über deutlich längere Distanzen möglich. Der wirtschaftliche Wert für die entstehenden Telefongesellschaften war erheblich.
Auf Thomas Edison geht die Verwendung des Rufs hello am Telefon zurück, während Alexander Graham Bell ahoy bevorzugte.
Edison wurde klar, dass eine Verbreitung von elektrischen Konsumprodukten elektrische Energieversorgungsnetze erforderlich machte. Als Schlüsselprodukt für deren Finanzierung und für die Bereitschaft von Hauseigentümern, Kabel zu verlegen, wurde elektrisches Licht angesehen. Vorbild war das Geschäftsmodell der Gasindustrie mit zentraler Versorgung, Gaszählern und dem einmaligen Verkauf von Lampen einerseits, aber dem dauerhaften Verdienst an regelmäßigen Energielieferungen andererseits. Um seine Vision von der Elektrifizierung der Städte umzusetzen, arbeitete Edison mit seinen Mitarbeitern verstärkt an allen notwendigen Komponenten, insbesondere an der Glühlampe, den Schaltern und dem Stromzähler. Eine besondere Herausforderung war die Konstruktion geeigneter Generatoren. Die von Edison zunächst nur für den Eigenbedarf gebauten Dynamos konnten nur für 60 Glühlampen Strom liefern. Alle Komponenten der Stromversorgungs-Infrastruktur mussten somit neu konstruiert und dann selbst oder von Partnerfirmen gefertigt werden. Eine Gruppe von Investoren um J. P. Morgan stellte 130.000& Dollar für die Entwicklungsarbeiten an den Elektroerfindungen durch Beteiligung an der 1878 gegründeten Edison Electric Light Co. zur Verfügung.
Auch vorherige Erfinder hatten sich schon mit der elektrischen Glühlampe beschäftigt. Aber keinem von ihnen war es gelungen, sie dauerhaft funktionstüchtig und ihren Energieverbrauch mit dem der Gaslampen wettbewerbsfähig zu machen. Die Vorteile wie Flacker- und Geruchsfreiheit, geringere Wärmeabgabe und einfacheres Ein- und Ausschalten konnten nicht in praktische Produkte umgesetzt werden. Ein weiteres ungelöstes Problem war die Teilung des Lichts. Nur wenige Lampen konnten mit den damals bekannten Lösungen an einer Stromquelle betrieben werden. Einige Physiker hielten das Problem für unlösbar und Elektrolicht prinzipiell nicht für den Ersatz des Gaslichts geeignet.
Auch Edison scheiterte zunächst mit seinen Versuchen, die bekannten Glühlampen mit Platinglühfaden zu verbessern. 1879 hatte er jedoch erste Erfolge bei Glühlampen mit einem hochohmigen Kohlefaden und perfekter Vakuumversiegelung, mit denen er angeblich etwa 40 Stunden Leuchtdauer erreichte. Der Durchbruch wird meist mit einem Test und einer Vorführung der Kohlenfadenlampe am 21. Oktober 1879 in Verbindung gebracht; dieses Datum gilt deswegen als Erfindungsdatum der praktischen Glühlampe. Die neuere Quellenforschung kann diese verbreitete Darstellung indes nicht bestätigen; die Laborbücher verzeichnen beginnende Tests mit Kohlefäden aus Baumwolle am 21. Oktober 1879 und etwa 14,5 Stunden Brenndauer einer Lampe mit hochohmigem Kohlefaden am 23. Oktober 1879. Die Verbesserung auf bis zu 1000 Stunden Leuchtdauer nahm weitere drei Jahre Entwicklungszeit in Anspruch. Präsentationsveranstaltungen in Menlo Park insbesondere am 31. Dezember 1879 beeindruckten jedoch bereits die Zeitungen und die Öffentlichkeit. Dabei entstand ein öffentliches Bewusstsein für das beginnende Elektrozeitalter. Edison konnte Unterstützer gewinnen und sein Projekt der Elektrifizierung New Yorks angehen. Das Basispatent der Lampenentwicklung von Thomas Edison, Nr. 223.898 „Electric Lamp“, wurde am 4. November 1879 beantragt und am 27. Januar 1880 erteilt.
Der für das Geschäftsmodell der Elektrizitätsnetze wichtige Verbrauchszähler beruhte auf einem nur für Gleichstrom geeigneten elektrolytischen Messprinzip; andere Entwicklungen wurden verworfen. Die Konstruktion war stark beeinflusst von Michael Faradays Experimentaluntersuchungen der elektrochemischen Vorgänge der Elektrolyse und seiner Konstruktion des Voltameters. Der Verbrauchszähler von Edison ist eine Weiterentwicklung des Kupfervoltameters, später wurde Zink verwendet. Das Kernproblem des Messbereichs wurde durch eine Parallelschaltung gelöst, die nur einen proportionalen kleinen Anteil des Stroms durch das Messgerät führt; das Patent wurde am 20. März 1880 beantragt. Den Einfluss der Temperatur auf das Widerstandsverhalten des Elektrolyten mit negativem Temperaturkoeffizienten kompensierte Edison durch einen Spulenwiderstand mit positivem Temperaturkoeffizienten. Eine im Zählergehäuse angebrachte Glühlampe schaltete sich bei zu starkem Abfall der Temperatur als Wärmespender über einen Bimetallschalter ein. Weiterentwicklungen wurden von Edison als Webermeter bezeichnet, zu Ehren des deutschen Physikers Wilhelm Eduard Weber. Der Entwicklungsstand des auf der Elektrizitätsausstellung in Paris 1881 ausgestellten Modells war als Edisonzähler in den 1880er Jahren weltweit Bestandteil des Aufbaus der Elektrizitätswirtschaft. Obwohl der Zähler eine hohe Genauigkeit hatte, wegen der Einsparung mechanischer Teile wenig störanfällig war und nur einen sehr geringen Eigenverbrauch hatte, waren Verbraucher häufig skeptisch, da der Verbrauch nicht ablesbar war. Zur Verbrauchsbestimmung mussten Angestellte der Elektrizitätswirtschaft die Elektroden entnehmen und auf einer Feinwaage auswiegen; ein Gramm Gewichtsdifferenz entsprach 1000 Lampenbrennstunden. Zur Sicherheit hatte jeder Zähler eine zweite elektrolytische Messvorrichtung, die für ein Gramm Gewichtsabnahme der Anode je 3000 Lampenbrennstunden konstruiert war. Eine Lampenbrennstunde entspricht 800 mAh, bei 110 V Spannung des Edison-Netzes mithin 88 Wh.
Nach öffentlichen Vorführungen des Phonographen beim Präsidenten der USA und anderswo im April 1878 feierte die einheimische und europäische Presse Thomas Edison erstmals als großen Erfinder. Auch beeindruckte er die Öffentlichkeit im Dezember 1879 durch vorher unbekannte Lichtvorführungen mit augenblicklichem Ein- und Ausschalten einer großen Anzahl von Glühlampen und 1880 durch die Installation seines Beleuchtungssystems auf dem neu gebauten Dampfschiff SS Columbia. Ab den späten 1870er Jahren berichteten nicht nur Fachzeitschriften, sondern auch Tageszeitungen über Edison, der dadurch eine weltweit bekannte Persönlichkeit wurde. Einige Zeitungen nannten ihn den „Zauberer von Menlo Park“. Diese von William Augustus Croffut geprägte Bezeichnung entwickelte sich zu einem feststehenden Begriff in der Kultur Amerikas.

### Die Elektrifizierung New Yorks und der Aufbau eines Elektro-Konzerns (1881 bis 1886)

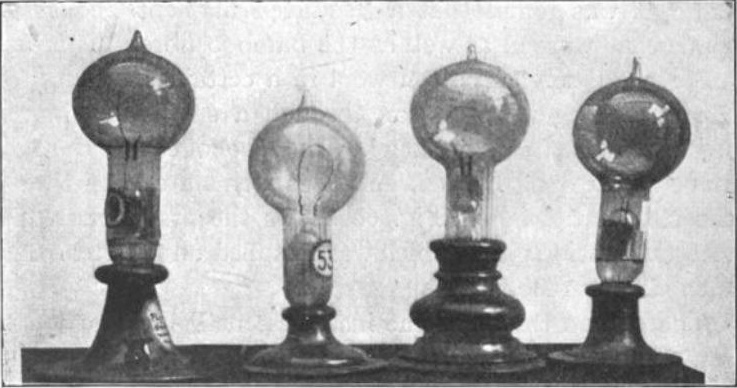
Frühe Glühlampen von Edison

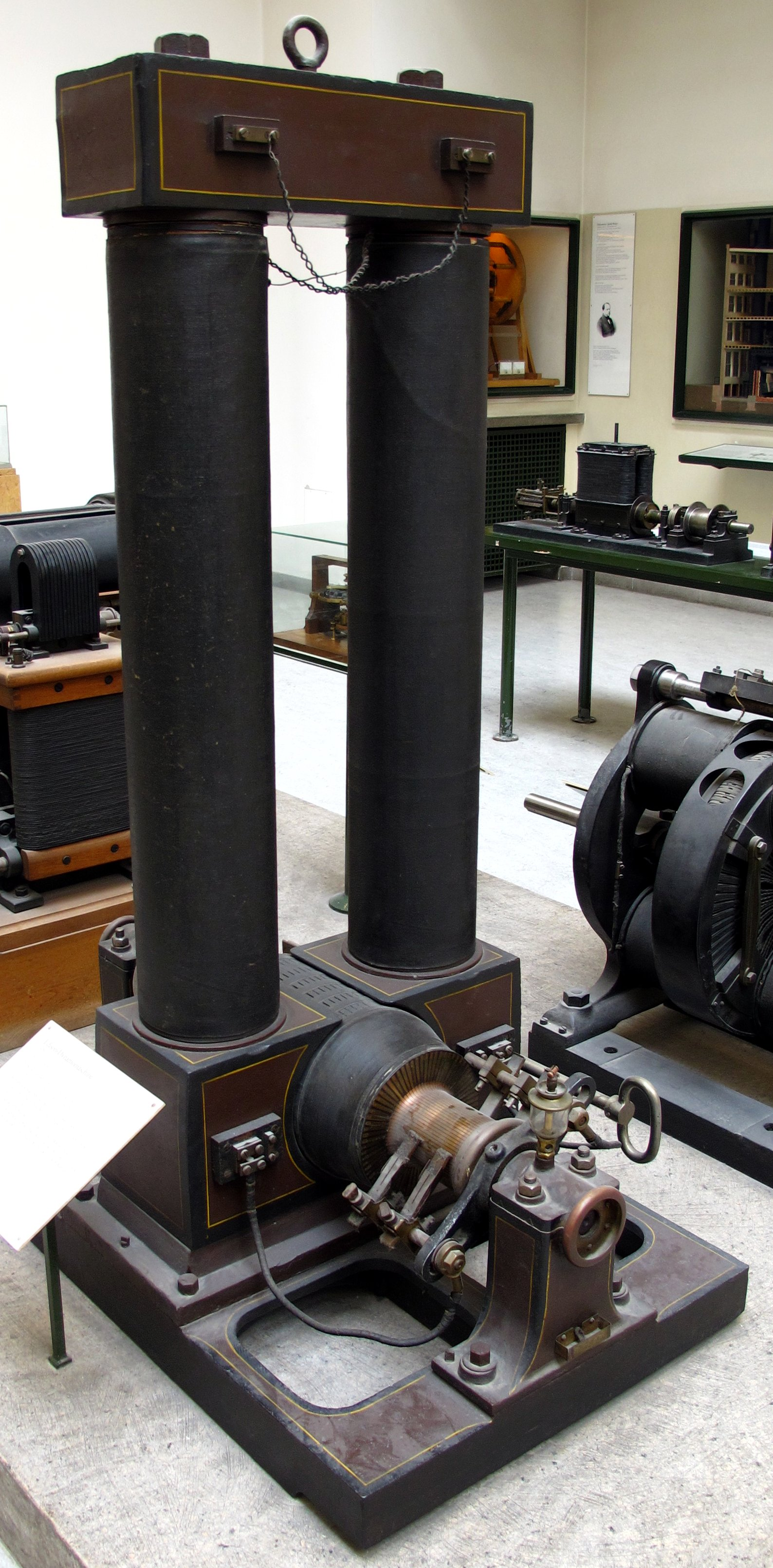
Edison-Dynamomaschine zur Speisung von 80 Glühlampen. Die Konstruktion mit den großen bipolaren Magneten resultierte aus Edisons Verständnis der Bücher Experimental Researches in Electricity von Michael Faraday aus 1839–1855; die Lösung ist aber ineffizient.

In den folgenden Jahren verlagerte sich der Schwerpunkt der persönlichen Arbeit Edisons weg von der Entwicklung und hin zu der Vermarktung und Umsetzung von Elektrifizierungsprojekten. Zeitweise verlegte er seinen Wohnsitz und Teile seines Entwickler-Teams aus Menlo Park nach New York. Während bis dahin Produktionsorte meistens noch den Charakter von Werkstätten hatten, erforderte die Fertigung von Glühlampen und Komponenten für das Massengeschäft mit Licht und Strom den Aufbau von Fabriken und die Entwicklung rationeller Fertigungsprozesse. Edisons erste Lampenfabrik, die Edison Lamp Co., befand sich zunächst in Menlo Park und dann in Harrison, New Jersey. Von ihrer Gründung bis April 1882 wurden dort bereits 132.000 Glühlampen produziert.
Die Edison Electric Light Co. wurde bereits am 15. November 1878 gegründet. Sie hatte das Recht, die in Menlo Park erarbeiteten Patente zu verwerten, und finanzierte im Gegenzug die Arbeit des Entwicklungslabors. Das Unternehmen gründete in den USA und im Ausland Tochter- und Kooperationsunternehmen und versorgte diese sowie andere Partner mit den notwendigen Patentrechten. Diese Gesellschaft kann daher als Kern des aus ihr entstehenden Elektrokonzerns gesehen werden. Die Edison Electric Light Company of Europe entstand im Dezember 1880. Im Jahr 1883 entstand durch eine Kooperation mit Emil Rathenau die Deutsche Edison-Gesellschaft für angewandte Elektrizität, später AEG. Ende 1886 gehörten die von Edison gegründeten Unternehmen mit etwa 3000 Mitarbeitern und rund zehn Millionen Dollar Kapital zu den großen Konzernen ihrer Zeit. Die einzelnen Edison-Unternehmen in den USA hatten indes unterschiedliche Eigentümerstrukturen und Interessen. Edisons Fokussierung auf Lizenzeinnahmen aus dem Ausland statt auf den Aufbau eines globalen Unternehmens war insbesondere keine nachhaltige Strategie.
Die Beschaffung von Kapital für den Ausbau von Fertigungskapazitäten und für die hohen erforderlichen Investitionen in Kraftwerke und in die Verkabelung der Städte war das Hauptproblem bis Mitte der 1880er Jahre. Auch das Fehlen von Fachkräften für die Verkabelung und für den Betrieb von Kraftwerken stand einer schnellen und sicheren Umsetzung von Elektrifizierungsprojekten entgegen. Edison selbst standen einige wichtige Mitarbeiter in den USA nicht mehr zur Verfügung, da diese sich um Elektrifizierungsprojekte und die Gründung von Unternehmen in Europa kümmern mussten.
Aus diesen Gründen wurde die Elektrifizierung zunächst von Beleuchtungssystemen mit einem eigenen Dampfmaschinendynamo getragen. Edison entwickelte dazu Lösungen für unterschiedliche Mengen zu betreibender Lampen. Fabriken, für die Gaslampen eine Feuergefahr darstellten, Theater, Bahnhöfe und wohlhabende Privatleute waren die Kunden. So wurde ein Theater in Boston innerhalb weniger Tage verkabelt und über 600 Glühlampen sowie ein Dynamo wurden installiert. Das Mahen-Theater in Brünn war 1882 das erste Gebäude in Europa, in dem ein Edison-Beleuchtungssystem installiert wurde. In Deutschland gilt im Jahr 1884 das Café Bauer in Berlin als erstes mit Glühlampen beleuchtetes Gebäude; die Lampen wurden von Emil Rathenau nach Edison-Patenten gefertigt.

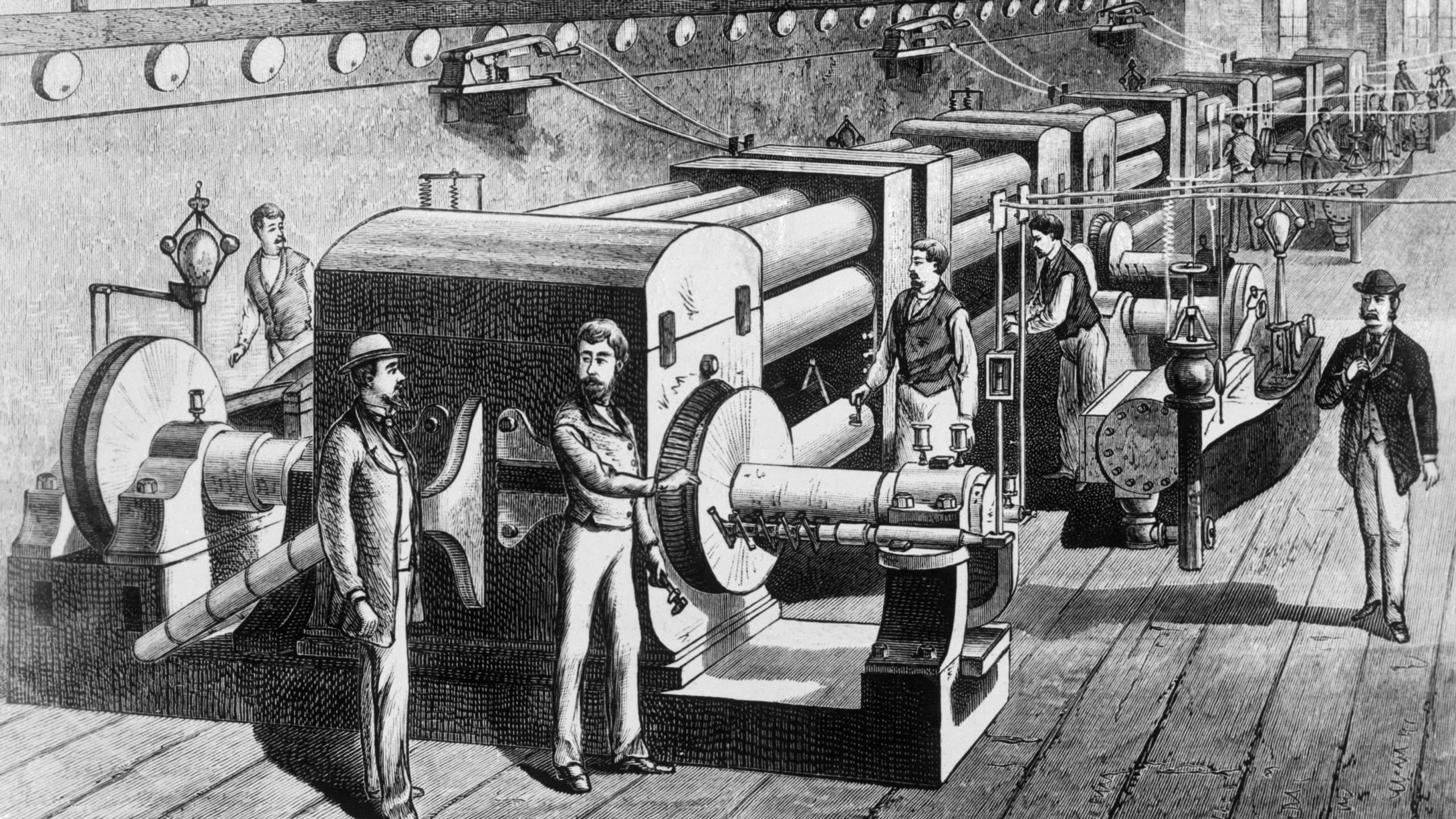
Edisons erstes Kraftwerk in den USA in der Pearl Street, New York

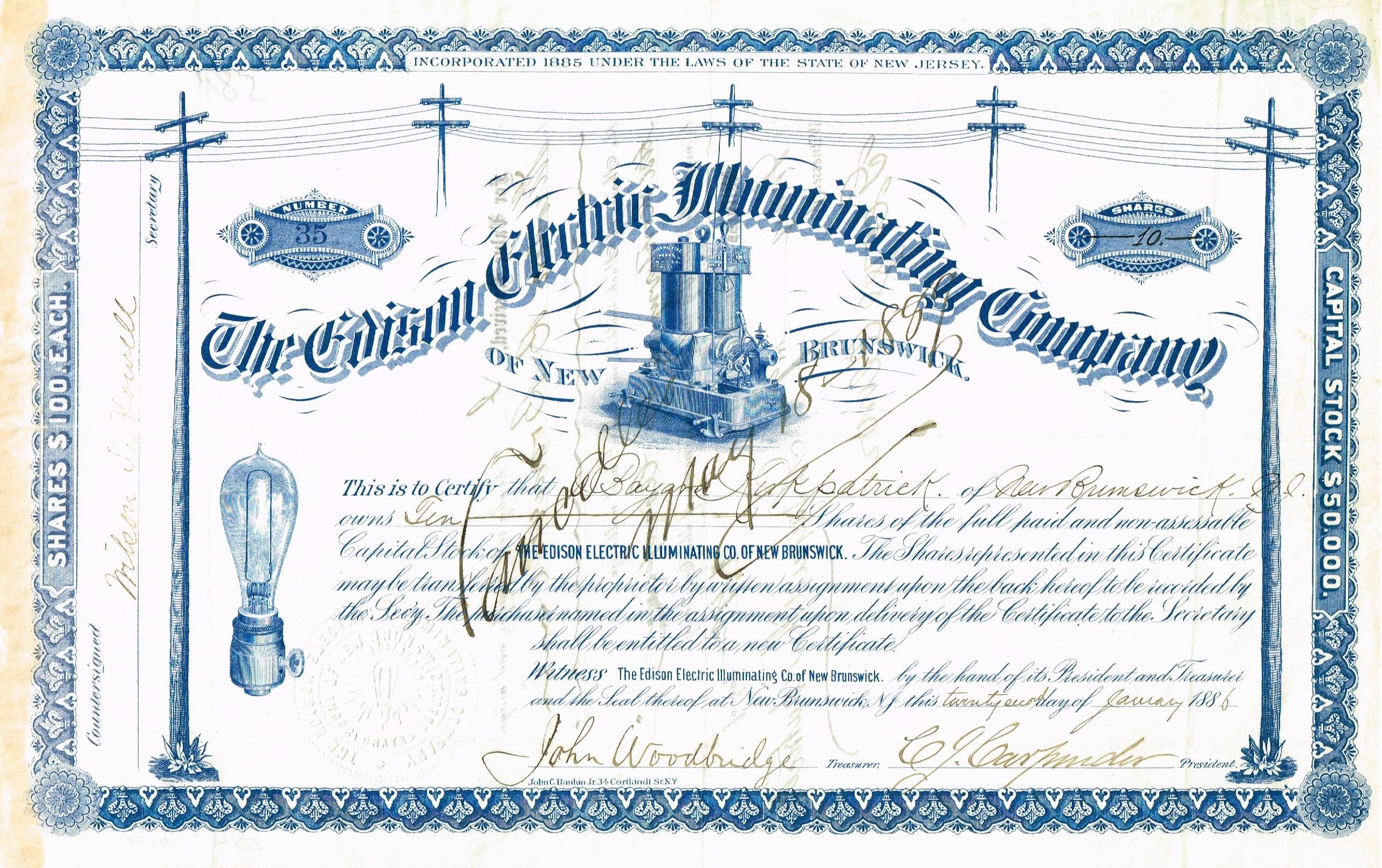
Aktie der Edison Electric Illuminating Company of New Brunswick vom 26. Januar 1886

Bis 1881 wurden unterirdische Kabel in New York verlegt. Außerdem erfand Edison elektrische Sicherungen, Messgeräte und verbesserte Dampfmaschinendynamos. Am 4. September 1882 wurde mit der Pearl Street Station das erste Zentralkraftwerk der USA in der New Yorker Pearl Street eröffnet; es war für Gleichstromtechnik ausgelegt. Im Büro des Bankiers J. P. Morgan, der in die Edison Electric Light Co. investiert hatte, wurde das Netz durch Einschalten von Lampen in Betrieb genommen. Die konstruierten sechs Dampfmaschinendynamos wogen je 27 Tonnen und lieferten je 100 kW Leistung, ausreichend für etwa 1100 Lampen. Bereits am 1. Oktober 1882 wurden 59 Abnehmer versorgt, ein Jahr später waren es 513 Kunden. Die 1880 für das Projekt gegründete Edison Electric Illuminating Company of New York (ab 1901 New York Edison Company) war der Prototyp für weitere lokale Elektrifizierungsgesellschaften. Im Jahr 1911 betrieb das Unternehmen 33 Kraftwerke, die für 4,6 Millionen Lampen von 108.500 Kunden Strom lieferten. Dieses Wachstum vollzog sich in anderen Städten der Welt analog und musste technisch und administrativ bewältigt werden. In Mailand wurde 1883 das erste kommerzielle Edison-Elektrizitätsnetz Europas in Betrieb genommen.
Die Kosten von Kraftwerken und Netzen mussten für die Verbreitung dieses Konzeptes gesenkt werden. Erste Elektrifizierungsprojekte in kleineren Orten der USA mit alternativen Konstruktionen wie oberirdischer Verkabelung waren 1883 betriebsbereit. Die Suche nach geeigneten Standorten mit hinreichend vielen Kunden in der wirtschaftlich zu verkabelnden Umgebung eines Kraftwerks und die Finanzierung dieser Projekte blieben jedoch zunächst problematisch. Um geplante Kraftwerke über den ganzen Tag hinweg auszulasten und wirtschaftlich zu betreiben, beschäftigte sich Edison mit der Entwicklung von Motoren und der Elektrifizierung von Schienenfahrzeugen. Der Prozess bis zur Akzeptanz von Kraftwerken und Netzen bei Investoren und schließlich bis zu einer selbsttragenden Elektrifizierungswelle vollzog sich schleppend. Nach erfolgreichen Projekten hatten jedoch immer mehr Städte ohne Elektrizitätsnetz Angst vor Standortnachteilen und investierten in Kraftwerke und Netze; Edison konnte sich auf die Rolle als Technologielieferant beschränken.
Das von Edison entwickelte Dreileitersystem der elektrischen Energieversorgung erlaubt kleinere Querschnitte der Kabel und sparte mithin erhebliche Mengen an Kupfer. Edison dachte in Systemen und hatte ökonomische Faktoren wie die Kupferpreise stets im Blick, da der Erfolg seines Projektes von der Unterschreitung der Kosten von Gasbeleuchtungen abhing. Neben dem Dreileitersystem war die Erfindung einer speziellen Verkabelungstechnik von großer Bedeutung. Sie ermöglichte eine konstante Spannung im gesamten Versorgungsnetz (Electric Distribution System, Patent 264642). Ohne diese Lösung hätte die Leuchtkraft der Glühlampen mit der Entfernung zum Kraftwerk abgenommen.
Das Schlüsselprodukt Glühlampe wurde kontinuierlich weiterentwickelt. Allein im Jahr 1882 wurden 32 Patente im Zusammenhang mit Glühlampen, deren Produktion und der Herstellung von Glühfäden angemeldet. Bereits am 13. Februar 1880 hatte Edison bei der Untersuchung des Grundes des Verbrauchs von Glühfäden erstmals den glühelektrischen Effekt beobachtet, der später zunächst Edison-Effekt genannt wurde und nach der mathematischen Beschreibung durch Owen Willans Richardson heute meist Edison-Richardson-Effekt genannt wird. Am 15. November 1883 meldete Edison das Patent 307.031 auf eine Anwendung dieses Effekts an. Er nutzte den Effekt, um Spannungsänderungen in einem Schaltkreis anzuzeigen und die Spannung zu regulieren.
Die Jahre von 1880 bis 1886 mit Aktivitäten in den USA und Europa und zahlreichen Firmengründungen einerseits, aber auch technischen Problemen und der Notwendigkeit einer sofortigen Reaktion darauf sowie häufigem Kapitalmangel andererseits waren sehr intensiv im Leben von Thomas Edison. Entscheidungen mit großer Tragweite musste er aus Zeitmangel Mitarbeitern überlassen, und für den Austausch mit seinem Privatsekretär hatte er oft erst weit nach Mitternacht Zeit. In diese Phase fiel der Tod seiner Frau Mary im August 1884 im Alter von 29 Jahren. Seine zweite Eheschließung 1886 und das endgültige Verlassen seines Wohnhauses und des Labors in Menlo Park stehen am Beginn eines neuen Lebensabschnittes.
Nach dem Tod seiner Frau beschäftigte Edison sich zunächst mit der Verbesserung einiger seiner früheren Erfindungen. Unter anderem verbesserte er für die Bell Telephone Co. sein Telefon durch Verwendung von Granulat aus Anthrazitkohle für das Mikrofon. Diese Konstruktion blieb bis in die 1970er Jahre gebräuchlich. Ferner fand er eine Lösung, mehrere Telefone an einer Leitung zu betreiben. Edison arbeitete dabei mit seinem Freund Ezra Gilliland zusammen. Beide erwarben 1885 in Fort Myers (Florida) benachbarte Grundstücke und errichteten gleiche Gebäude. Mit seiner zweiten Frau verbrachte Thomas Edison dort regelmäßig Winterurlaube; später wurde das Haus sein zweiter Wohnsitz.

### Das Edison-Labor in West Orange und die Gründung von General Electric (1887 bis 1900)

Thomas Edison 1889 mit seinem verbesserten Phonographen, hier mit Elektromotor und Hörschläuchen

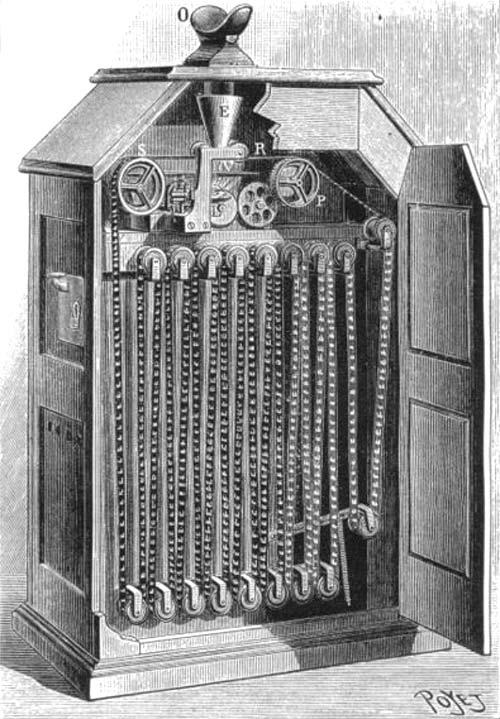
Innenansicht eines Edison-Kinetoskops, um 1894

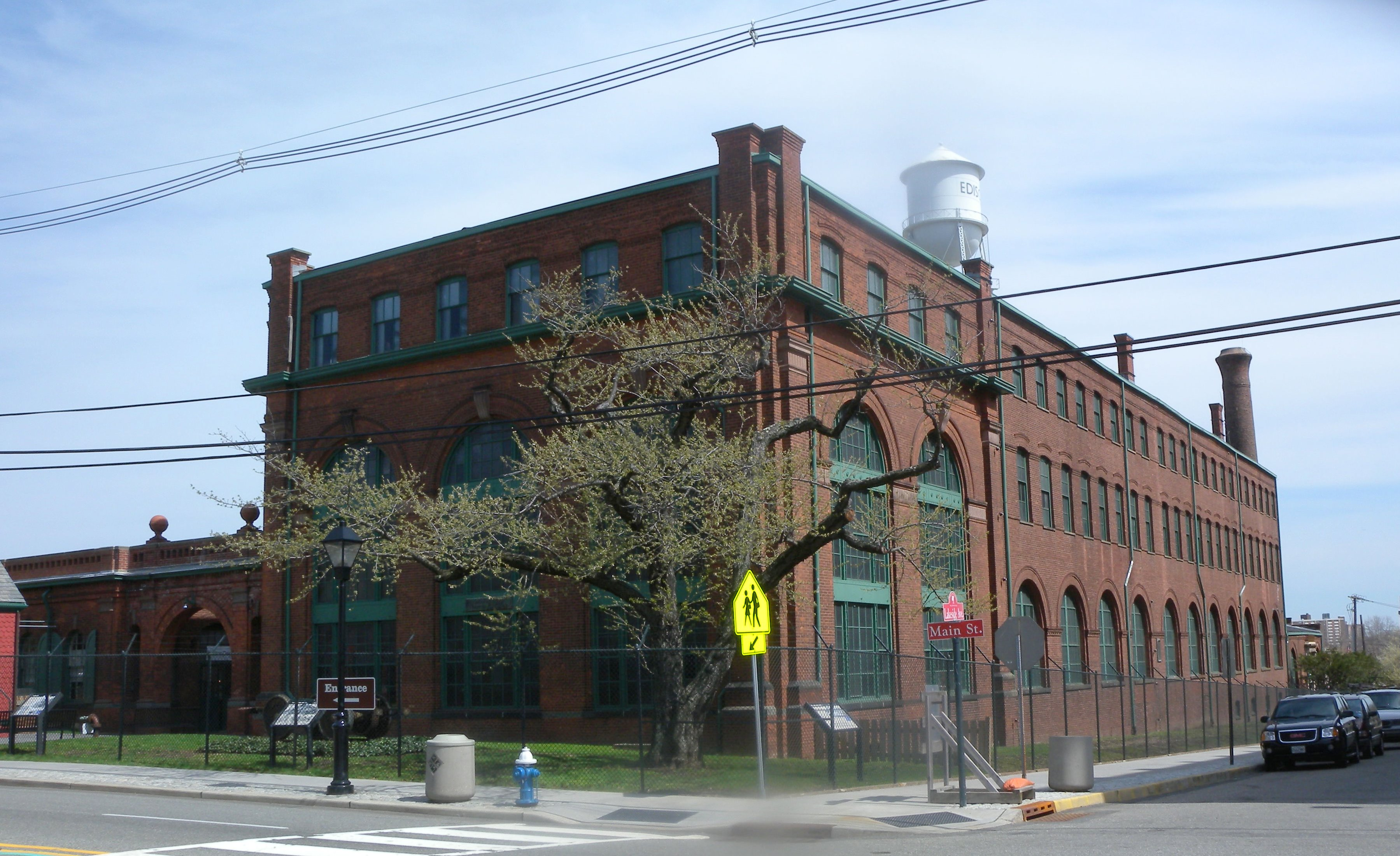
Das Laborgebäude in West Orange. Hinter den hohen Rundbogenfenstern befand sich eine mehrstöckige Bibliothek, die gleichzeitig als Büro von Edison diente.

1887 verlegte Edison die Entwicklungsarbeit in ein neues Laboratorium in West Orange, New Jersey, etwa zehnmal so groß wie sein bisheriges und das modernste seiner Zeit.
Als Reaktion auf die Weiterentwicklung seines Phonographen zum Graphophone, das erstmals mit einer Phonographenwalze aus Wachs arbeitete und eine erhebliche Verbesserung des Klangs aufwies, durch Alexander Graham Bell, dessen Cousin ersten Grades Chichester Alexander Bell sowie Charles Sumner Tainter, den drei Mitgliedern der Volta Laboratory Association, tätig in dem gleichnamigen Volta Laboratory, entwickelte Edison seinerseits den Phonographen weiter, nachdem er ein Angebot der Entwickler des Graphophones, gemeinschaftlich die Kommerzialisierung ihrer „neuartigen“ Sprechmaschinen voranzubringen, abgelehnt hatte. Bis 1890 verbesserte er den Phonographen (Improved Phonograph) und entwickelte daraus ein Diktiergerät (Edison Business Phonograph, später vertrieben als Ediphone) sowie Phonographenwalzen aus Wachs, deren Aufnahmen man bei Bedarf durch Abschaben der obersten Wachsschicht und der darin eingravierten Rillen löschen und hiernach wiederverwenden konnte. Zeit- und Geldmangel wegen seines intensiven Engagements in der Elektroindustrie veranlassten ihn jedoch zu einem Verkauf der Vermarktungsrechte an den Unternehmer Jesse H. Lippincott, der daraufhin die North American Phonograph Company gründete. Eine Anwendung des Phonographen in sprechenden Spielzeug-Puppen schlug indes fehl.
Im Wettbewerb um Marktanteile bei der Elektrifizierung gab es in den späten 1880er Jahren den sogenannten Stromkrieg zwischen Thomas Edison und seinen Konkurrenten George Westinghouse und Nikola Tesla. Edison bevorzugte das Gleichstromsystem, Westinghouse und Tesla die Elektrifizierung mit Wechselstrom. Hierbei wurden durch Edisons Firma Tierversuche mit Wechselspannung durchgeführt, um deren Gefährlichkeit gegenüber dem Gleichstrom zu demonstrieren. Diese riefen später bei Tierschützern Empörung hervor; damals regte indes die Gesellschaft zur Verhinderung von Grausamkeiten an Tieren die Entwicklung der Elektrokution als schmerzlose Alternative für das damals häufige Ertränken herumstreunender Tiere an. Auch für die Entwicklung des elektrischen Stuhls, einer Auftragsarbeit der amerikanischen Regierung an Edison, wurden von Harold P. Brown Tierversuche durchgeführt. Letztendlich setzte sich bei der Elektrifizierung wegen technischer Vorteile das Wechselspannungssystem von Westinghouse durch, und Thomas Edison musste zugeben, dass es einer seiner größten Fehler war, nach Erfindung des Transformators 1881 am Gleichstrom festgehalten zu haben. Edisons Lösung mit 110 Volt Gleichspannung war weder in ländlichen Gebieten mit weiten Entfernungen der Verbraucher zum Kraftwerk wirtschaftlich umzusetzen, noch konnte die preiswerte Energie aus entfernten Wasserkraftwerken zu den Verbrauchern transportiert werden.
Die Unternehmen von Westinghouse bekamen 1892 den Auftrag, ihr Wechselspannungssystem und eine große Anzahl einer neu entwickelten Glühlampe, der sogenannten Westinghouse Stopper-Lamp, für die Weltausstellung in Chicago 1893 zu liefern. Das war ein besonders prestigeträchtiges Geschäft, denn mit dieser Ausstellung wurde das 400-jährige Jubiläum der Entdeckung Amerikas durch Kolumbus gefeiert. Der Verlust dieses Auftrags machte 1892 zu einem Jahr des Rückschlags in Edisons Karriere. Außerdem verlor er in dieser Zeit die finanzielle Kontrolle über seine Elektrounternehmen.
Edison fasste seine Unternehmen auf Rat des Managers Henry Villard bis 1890 zur Edison General Electric Co. zusammen, da der vorherige Firmenverbund nicht mehr effizient zu leiten war. Die Fusion der zahlreichen Firmen zur Edison General Electric Co. erforderte viel Kapital für den Aufkauf von Firmenanteilen Dritter an den zu fusionierenden Firmen, welches von Investoren kam, darunter die Deutsche Bank und Siemens & Halske. Edison hatte keinen kontrollierenden finanziellen Aktienanteil an der Edison General Electric Co. Er war Aktionär, hatte einen Sitz im Verwaltungsrat und war durch Verträge als externer Erfinder mit dem Unternehmen verbunden. Etliche Positionen in dem Unternehmen waren aber durch Vertraute von Edison besetzt, beispielsweise war sein vormaliger Privatsekretär Samuel Insull Vizepräsident.
Dieses Unternehmen fusionierte 1892 mit der Thomson-Houston Electric Company zur General Electric Co. Das war aus finanziellen Gründen erforderlich, denn Fehlentscheidungen wie beim Wechselstrom, auslaufende Patente sowie hohe Kosten durch Expansion und Patentrechtsstreite brachten das Unternehmen in eine schwierige Lage. Die Thomson-Houston Co. brachte die Edison fehlenden, aber zur weiteren Marktteilhabe erforderlichen Rechte an Wechselspannungspatenten und ihre Erfahrungen mit dieser Technologie in die Fusion ein. Chef der General Electric Co. wurde Charles A. Coffin, der bis dahin Leiter von Thomson-Houston Co. gewesen war. Elihu Thomson wurde der Chefentwickler des neuen Unternehmens; seine Entwicklungen und Patente führten in den Anfangsjahren zu Erfolgen der General Electric Co. Edison verlor an Einfluss und Bedeutung. Die Fusion wurde von den anderen Anteilseignern der Edison General Electric Co. und deren Analyse der Unternehmensituation initiiert, insbesondere der Bank Drexel, Morgan & Co. In der Denkweise der Banken, auch jener hinter der Thomson-Houston Co., führte die Reduzierung von Wettbewerb und die Bereinigung von Patentstreitigkeiten durch Fusion zu verlässlicheren Bedingungen für Investoren. Es ist unklar, wann Edison informiert war und ob er einverstanden war oder gezwungen wurde. Seine engen Mitarbeiter Samuel Insull und Alfred Tate berichteten, er sei vor vollendete Tatsachen gestellt worden und habe die Benutzung seines populären Namens für die neue Firma untersagt. Offiziell unterstützte Edison die Fusion, allerdings mit distanzierenden Angaben wie etwa, er habe ohnehin keine Zeit mehr für Elektrotechnik. Elektrotechnische Infrastruktur und Glühlampen spielten bei der weiteren Erfindertätigkeit von Edison nur noch eine marginale Rolle. Edisons Partner Charles Batchelor, der Anteilseigner der Edison-Unternehmen war und auch Aktionär bei General Electric wurde, arbeitete bis 1899 im Management von General Electric.
Bereits 1894 und 1895 verkaufte Edison laufend General-Electric-Aktien und finanzierte mit dem Erlös seine Entwicklungen und Investitionen in anderen Branchen. Ferner kaufte er von ihm früher verkaufte Rechte im Phonographengeschäft und im Filmgeschäft zurück, um über seine damit verbundenen Patente und deren Verwertung die Kontrolle zurückzuerlangen.
1891 wurde in Edisons Labor der Kinetograph, ein Vorläufer der Filmkamera, erfunden. Ab 1896 beschäftigte er sich mit Röntgenstrahlen und der Entwicklung des Fluoroskops mit Kalziumwolframat-Schicht, welches gegenüber der Lösung von Wilhelm Conrad Röntgen die Bilddarstellung verbesserte. Edisons Mitarbeiter Clarence Dally starb an den Folgen der Experimente, er selbst erlitt gesundheitliche Schäden an Magen und Augen.
1895 gründete er zusammen mit dem befreundeten Schokoladeproduzenten Ludwig Stollwerck und anderen Gesellschaftern die Deutsche Edison Phonograph Gesellschaft mit Sitz in Köln.
Kinetograph, Kinetoskop (Wiedergabegerät) und das erste eingerichtete Filmstudio der Welt (die Black Maria, 1893) in West Orange machten Edison zum Begründer der Filmindustrie. 1893 führte er den 35-mm-Film mit Lochperforation für den Transport ein, der ein Industriestandard wurde. 1894 entstand der Film Chinese Opium Den. Durch einen 1897 erfundenen Projektionsapparat wurde das Filmgeschäft zu einem seiner größten finanziellen Erfolge. In Deutschland gründete Ludwig Stollwerck 1895 die Deutsch-Oesterreichische Edison-Kinetoskop-Gesellschaft als Partner Edisons für die Vermarktung des Kinetoskops. Die produzierten Filme der Anfangsjahre nennen im Vorspann lediglich den Namen Thomas Edison. Das ist jedoch als Markenname zu verstehen; Edison persönlich war kaum mit der Filmproduktion beschäftigt. Die gesamte Entwicklung war wahrscheinlich inspiriert von Eadweard Muybridge und seiner Erfindung des Zoopraxiskops. Techniker von Edisons Filmstudio fertigten heimlich Kopien des Films Die Reise zum Mond an.
Ein Einstieg in das Eisenerzgeschäft scheiterte hingegen und wurde der größte Fehlschlag Edisons. Er hatte bereits in den 1880er Jahren ein magnetisches Verfahren zur Trennung von Erzgranulaten entwickelt, den Vertrieb vergeblich versucht und dann selbst mit Partnern in einige Pilotanlagen investiert. In den 1890er Jahren investierte er dann sehr viel von seinem in der Elektrobranche verdienten Geld und sehr viel seiner Zeit in die Umsetzung der großtechnischen Ausbeutung von Erzen mit geringem Eisengehalt, die aber nie wirtschaftlich funktionierte. Die Investitionen in die Verfahrensentwicklung wurden durch die Entdeckung von Eisenerzvorkommen mit höherem Eisengehalt ebenso wertlos wie die aufgekauften Abbaurechte. 1900 lief das Verfahren erstmals ein halbes Jahr störungsfrei, das Erz konnte jedoch nicht verkauft werden, und Edison beendete den Betrieb seines Bergwerks in Ogden, New Jersey. Vermutlich hatte Edison ein hohes Risiko in Kauf genommen, weil er den Verlust des Einflusses auf seine Elektrounternehmen mit einem unternehmerischen Erfolg in einem anderen Geschäftsfeld kompensieren wollte. Edison verkaufte 1897 auch seine Beteiligung am Energieversorger New York Edison Electric Illuminating Co. zur Finanzierung des fehlgeschlagenen Eisenerzgeschäftes.
Die neuen geschäftlichen Aktivitäten mit einem Firmenverband von etwa 30 Firmen und etwa 3600 Mitarbeitern wurden zunächst unter der 1896 gegründeten National Phonograph Co. zusammengefasst. 1911 wurde die Reorganisation abgeschlossen, und das Unternehmen wurde in Thomas A. Edison Incorporated umbenannt.
Die National Phonograph Co. erzielte ab Ende der 1890er Jahre hohe Absatzzahlen mit einem von Edison neu entwickelten Phonographen für den Heimbereich. Insbesondere eine preiswerte Variante mit einem Federantrieb statt einem Elektromotor verkaufte sich gut. 25 Jahre nach der Ursprungserfindung des Phonographen erfolgte so die Wandlung zu einem Konsumgut des Massengeschäfts. Mit der Verbreitung der Geräte stieg die Nachfrage nach Tonträgern. Für etwa 10 Jahre blieb Edison der Marktführer in dem Segment in den USA. Von etwa 5000 Geräten im Jahr 1896 stiegen die jährlichen Verkaufszahlen auf 113.000 Geräte und 7 Millionen Tonträger 1904.
Obwohl Edison den größten Teil seiner Zeit und seines Geldes in die Entwicklung von Investitionsgütern für industrielle Kunden wie Elektrizitätsnetze, Telegrafie, Telefon und Eisenerzgewinnung investierte, war die Produktion von Konsumgütern für private Verbraucher um die Jahrhundertwende seine Haupteinnahmequelle. Diese neuen Märkte entstanden gerade erst durch zunehmende Freizeit und steigenden Wohlstand infolge der Industrialisierung. Neben der Erfindung und Produktion von Geräten mussten hierfür Geschäftsmodelle gefunden und Vertriebswege aufgebaut werden. Insbesondere eine kosteneffiziente Produktion und niedrige Preise waren für den Massenmarkt von hoher Bedeutung. Edison beschäftigte sich intensiv mit der Automatisierung der Fertigung des Phonographen und der Vervielfältigung von Tonträgern.

### Leistungen und Ereignisse ab der Jahrhundertwende

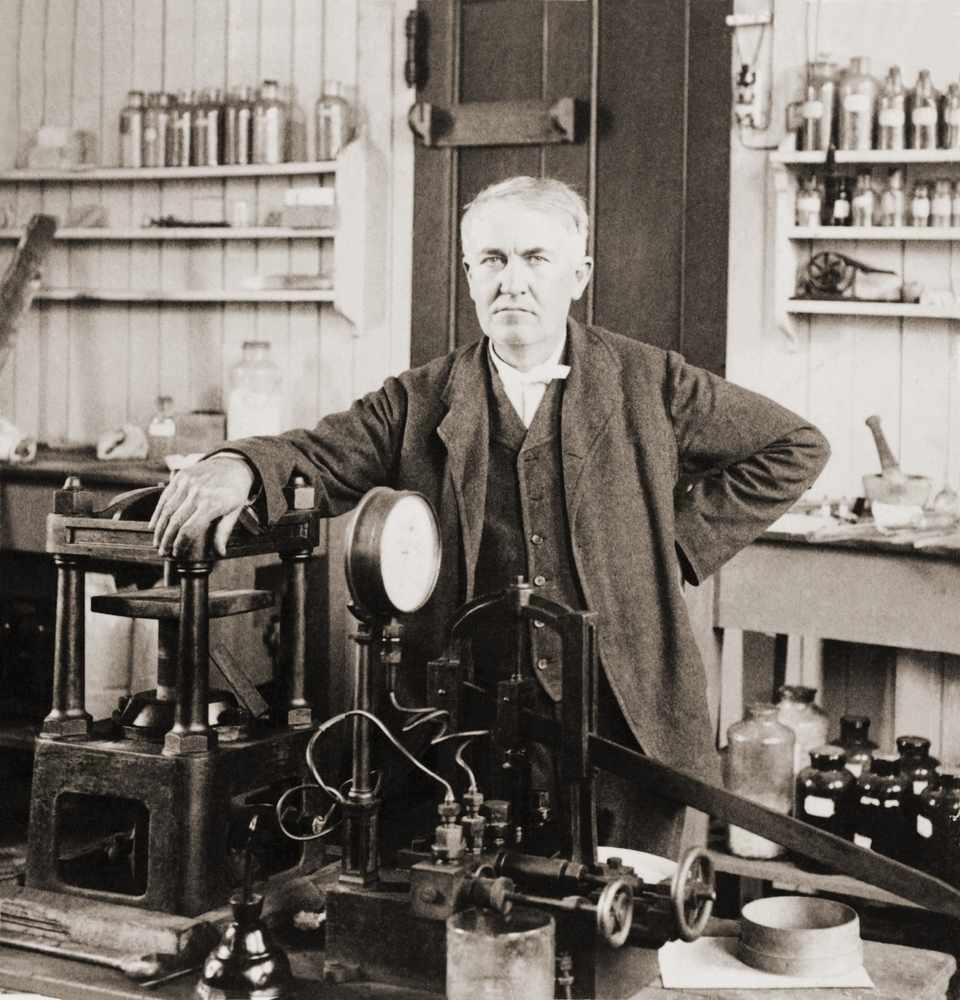
Thomas Edison in seinem Labor (1901)

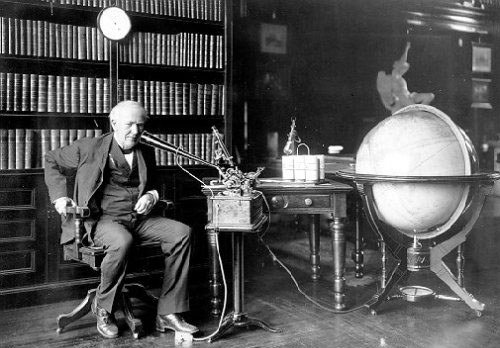
Thomas Edison diktiert in seiner Bibliothek mithilfe seines Business Phonograph

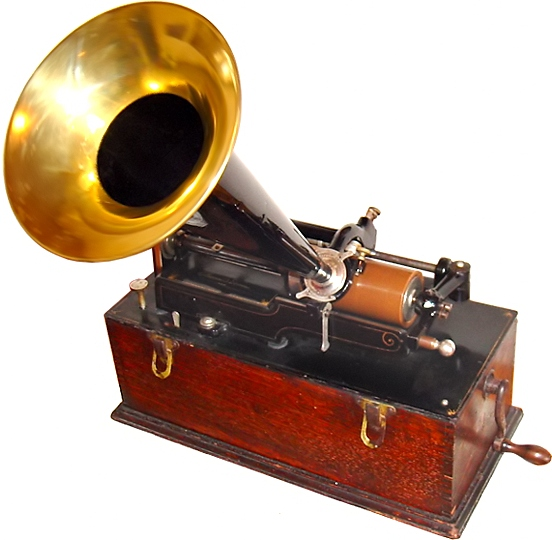
Edison Home Phonograph (1906), ein qualitativ hochwertiger Apparat für Phonographenwalzen

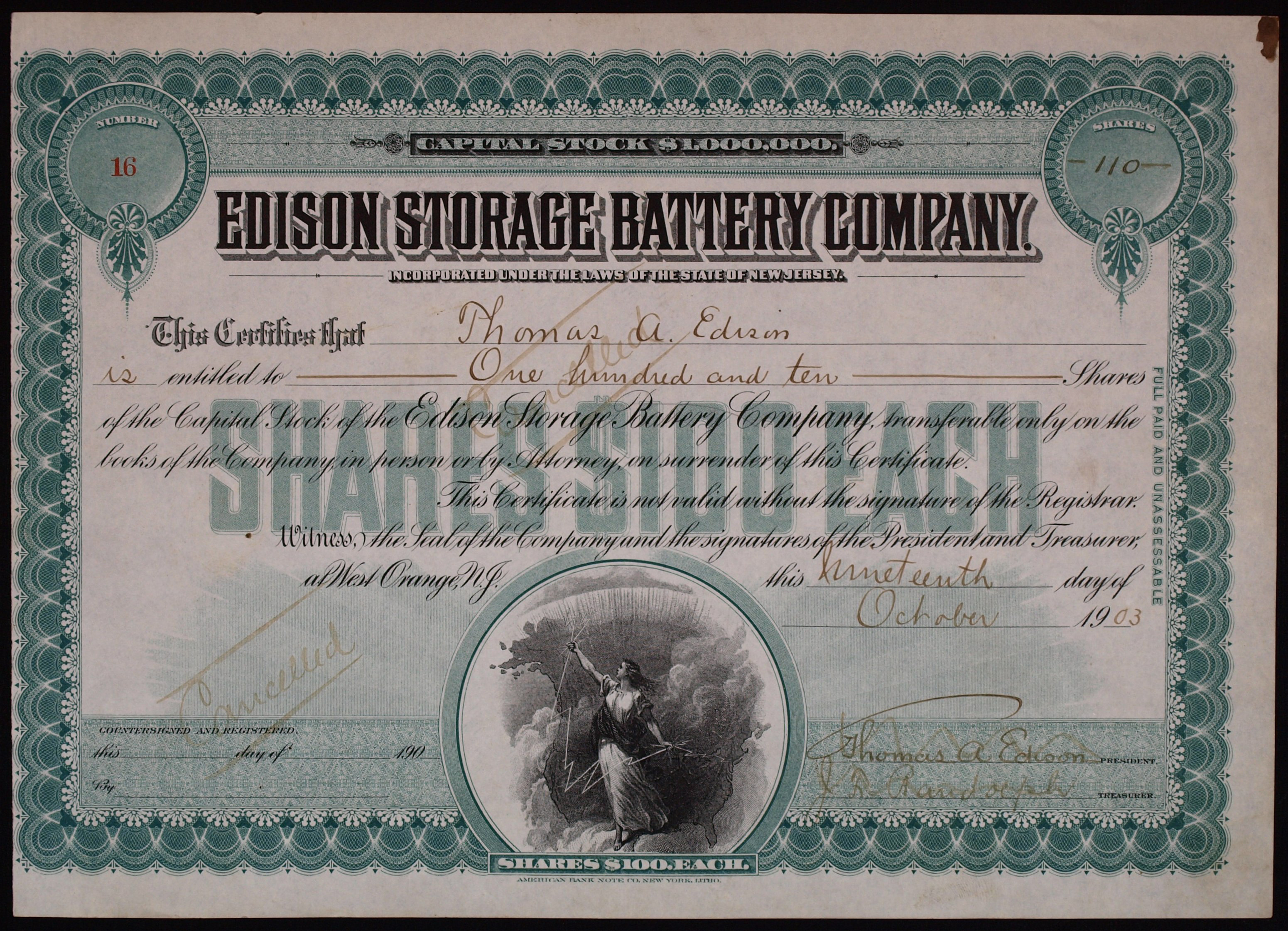
Aktie der Edison Storage Battery Company vom 19. Oktober 1903; ausgestellt auf Thomas A. Edison

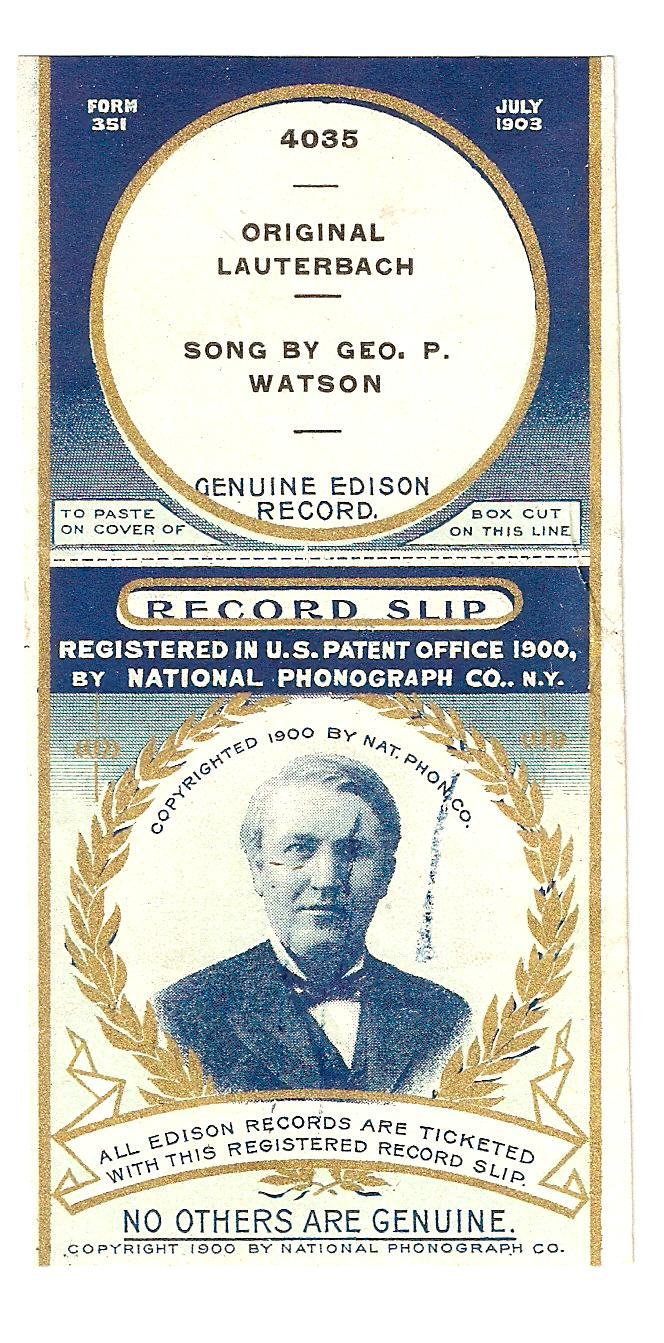
Etikettierung eines Tonträgers 1903. Das Bild im goldenen Lorbeerkranz verdeutlicht den Personenkult um Edison. Die Tonkünstler treten hingegen kaum in Erscheinung.

Gemeinsam mit Ludwig Stollwerck entwickelte Edison die „Sprechende Schokolade“ als Schallplatte mit Tiefenschrift und einen 1903 speziell für Kinder produzierten Phonographen (wahlweise aus Blech oder Holz), der Musik von einer solchen Schokoladen-Schallplatte abspielte. Dieser Phonograph wurde „Eureka“ genannt, enthielt ein aufziehbares Uhrenlaufwerk von Junghans und wurde in Europa und in den USA verkauft. Außer den Schokoladen-Schallplatten wurden auch solche aus haltbarem Material angeboten.
Mit den verbesserten Phonographenwalzen, insbesondere dem kostengünstigeren Kopierverfahren der Goldguss-Walzen ab 1902 und der längeren Abspieldauer der Amberol-Walzen ab 1908, konnte Edison dem Wettbewerb gegen das von Emil Berliner erfundene Grammophon noch einige Jahre standhalten. Der Hauptwettbewerber in den USA war die Victor Talking Machine Company, die bekannte Musiker wie Enrico Caruso unter Vertrag hatte. Thomas Edison war der Meinung, die Stimmen bekannter Bühnenkünstler eigneten sich nicht für Aufnahmen und produzierte bekannte Musikstücke mit unbekannten Interpreten, die seinen Qualitätsstandards entsprachen. Auf den Tonträgern stand zunächst nur der Markenname Thomas Alva Edison, die Interpreten sollten möglichst wenig am Geschäft mit Tonträgern teilhaben. Für den direkten Konkurrenzkampf mit Berliners Schallplatte entwickelte Edison 1911 die Diamond Disc, ein eigenes Schallplattenformat mit Tiefenschrift, und den dazugehörigen Platten-Phonographen. Der Schellackplatten-Markt expandierte damals jedoch rapide; das Angebot wuchs enorm, insbesondere auch im unteren Preisbereich. Trotz technischer Vorteile konnte sich Edisons Erfindung wegen höherer Kosten und des eingeschränkten Sortiments nicht durchsetzen. Daneben stellte er unter dem Namen Blue Amberol Record unzerbrechliche Phonographenwalzen aus Zelluloid und den dazugehörenden, sehr kompakten Amberola-Phonographen her. 1919 hatte Edison in den USA nur noch 7,2 % Marktanteil bei Geräten und 11,3 % bei Tonträgern. Die Produktion von Geräten und Tonträgern zur Unterhaltung, auch die der Walzenphonographen und Tonwalzen, wurde 1929 eingestellt. Danach wurde der Phonograph mit Walze nur noch als Diktiergerät vermarktet. Ein Korrektursystem für Diktiermaschinen wurde bereits 1913 patentiert, das Telescribe-System (Kombination von Telefon und Phonograph) im Jahr 1914.
Bis 1910 beschäftigte sich Thomas Edison mit der Errichtung von Zementwerken in Stewartsville, mit Drehrohröfen, dem Bau von Betonfertighäusern und Alltagsgegenständen aus Beton, etwa Möbeln oder einem speziellen Phonographen. Ein von ihm entwickelter Drehrohrofen wurde ein Industriestandard. Sein Ziel war eine wirtschaftlichere Zementproduktion durch Automatisierung, Reduzierung des Energieverbrauchs und Dimensionierung der täglichen Produktionskapazität auf ein Mehrfaches der damals üblichen Kapazität von Zementproduktionen. Die Bewältigung der damit verbundenen Probleme nahm Jahre in Anspruch. In den 1920er Jahren war die Edison Portland Cement Co. der größte Produzent in den USA und erwirtschaftete Gewinne. Die Qualität des Zements verbesserte Edison durch eine feinere Zermahlung des Ausgangsmaterials.
1912 wurde das Kinetofon patentiert, eine Kombination von Filmkamera und Phonograph (früher Tonfilm). Edison hatte gemeinsam mit anderen Unternehmern 1908 die Motion Picture Patents Company gegründet, die den amerikanischen Filmmarkt über die Patentrechte der beteiligten Unternehmen und die 1910 gegründete Vertriebsfirma General Film Company kontrollieren sollte. Eine Gerichtsentscheidung nach den Bestimmungen des Sherman Antitrust Act erklärte das Unternehmen 1916 jedoch für illegal. Auslaufende eigene Patente und der Verlust von Einnahmen aus dem Filmgeschäft in Europa infolge des Ersten Weltkriegs führten zu hohen Umsatzverlusten. Während nach 1900 zunächst noch insbesondere Filme von Edwin S. Porter für Erfolge sorgten, war die Produktion später nicht mehr wettbewerbsfähig. 1918 beendete Thomas Edison seine unternehmerischen Aktivitäten im Filmgeschäft.
Thomas Alva Edison war mit Henry Ford befreundet, der bei der Edison Illuminating Co. seine Karriere begonnen hatte und von Edison dazu ermuntert worden sein soll, sich im Fahrzeugbau selbständig zu machen. Edisons intensive Beschäftigung mit der Weiterentwicklung der Batterietechnik geht auf die Anforderungen im Automobilbau zurück. Der Elektrifizierung der Automobile stand die unzureichende Batterietechnik entgegen. Die bekannten Bleiakkumulatoren waren insbesondere zu schwer. Auch die Eisenbahnen hatten einen Bedarf an wiederaufladbaren Batterien. Nach Vorarbeiten an dem Edison-Lalande-Element und einer langen Entwicklungszeit mit vielen Rückschlägen wurde der Nickel-Eisen-Akkumulator als Lösung perfektioniert. Die Grundlösung war 1904 gefunden und ging in Produktion. Die Kunden waren zufrieden, Edison machten jedoch die Ausfallraten Sorgen. Er stoppte die Produktion und investierte weitere 5 Jahre Entwicklungsarbeit in Detailverbesserungen. Die Edison Storage Battery Company erzielte bereits im ersten Produktionsjahr eine Million Dollar Umsatz, was den Marktbedarf dokumentiert. Die zahlreich durchgeführten und sorgfältig dokumentierten Experimente wurden eine wichtige Datenbasis für folgende Generationen von Batterieentwicklern. Im Rahmen der Batterieentwicklung konstruierte Thomas Edison Autos und Schienenfahrzeuge mit Elektroantrieb. Er sah in solchen Fahrzeugen den wichtigsten Zukunftsmarkt für Akkumulatoren und elektrische Energie aus Kraftwerken. Die Entwicklung der Verbrennungsmotoren führte aber zu einer Verdrängung der damals von verschiedenen Herstellern angebotenen Elektroautos. Der Wegfall dieses Marktes, der die Entwicklung der Batterie initiiert hatte, wurde jedoch durch die vielfältige andere Nachfrage kompensiert. Die Batterie ersetzte Phonograph und Filmgeschäft als Fundament von Edisons Unternehmen. Eine 1911 entwickelte kompakte Batterie wurde insbesondere die Grundlage sicherer elektrischer Lampen für Bergleute, ein anderes erfolgreiches Produkt von Edison. In Deutschland wurde 1904 die Deutsche Edison Akkumulatoren Gesellschaft gegründet. Die Gesellschaft ging in dem heutigen Unternehmen Varta auf.
Die USA bezogen Substanzen von der deutschen Chemieindustrie. Mit Ausbruch des Ersten Weltkriegs stockte die Versorgung. Dadurch wurde Edisons Beschäftigung mit Verfahrenstechniken in der Chemie angeregt. 1914 errichtete er Fabriken zur Synthese von Phenol (Karbolsäure) aus Benzol für die Schallplattenproduktion. 1915 baute er Fabriken zur Synthese von Anilin und para-Phenylendiamin in wenigen Wochen und 1916 Fabriken zur Synthese von Benzidin-Base und des Sulfats.
Gemeinsam mit anderen Erfindern und Wissenschaftlern stellte sich Edison nach der Versenkung der Lusitania durch die deutsche Kaiserliche Marine der Regierung im Ersten Weltkrieg zur Verfügung, um Abwehrmaßnahmen gegen deutsche U-Boote zu erarbeiten. Er wurde Vorsitzender des Naval Consulting Board, das Vorschläge und Erfindungen prüfen und in Prototypen umsetzen sollte.
Ab 1926 zog er sich aus seinen Unternehmen zurück. Sein Sohn Charles Edison wurde 1927 Präsident der Dachgesellschaft Thomas A. Edison Inc. Anlässlich seines achtzigsten Geburtstags im Jahr 1927 wurde Thomas Edison durch den Besuch von Delegationen aus aller Welt und durch zahlreiche Auszeichnungen geehrt.
In den letzten beiden Jahrzehnten seines Lebens hatte Edison häufig aus seiner Berühmtheit resultierende Pflichten. Er wurde von bekannten Persönlichkeiten besucht, zu Eröffnungszeremonien eingeladen und zu aktuellen Ereignissen interviewt.
Die Edison Botanic Research Company war 1927 das letzte von Edison gegründete Unternehmen. Beteiligt waren Harvey Firestone und Henry Ford. Das Unternehmen sollte wegen der Importabhängigkeit der USA von Naturkautschuk nationale Alternativen suchen. Der alternde Edison engagierte sich in diesem Projekt mit seinen bewährten Arbeitsmethoden noch einmal persönlich. Ein biologisches Forschungslabor entstand 1928 nach dem Modell seiner erfolgreichen Entwicklungseinrichtung Menlo Park. Etwa 17.000 Pflanzen wurden geprüft, ein Verfahren der Gewinnung von Kautschuk aus Goldruten erarbeitet und das Projekt der Regierung übergeben. Das Verfahren blieb ohne Bedeutung, da synthetische Materialien die Abhängigkeit von Naturkautschuk reduzierten.
Thomas A. Edison starb am 18. Oktober 1931 in seinem Haus „Glenmont“, Llewellyn Park in West Orange, New Jersey. US-Präsident Herbert Hoover bat die Amerikaner, zu Ehren von Edison anlässlich der Beisetzung die elektrischen Lampen auszuschalten, die wie kein anderes Produkt in der öffentlichen Wahrnehmung mit dessen Namen verbunden waren. In Anwesenheit von Lou Hoover, der Gattin von Herbert Hoover, sowie Henry Ford und Harvey Firestone wurde er am 21. Oktober 1931 auf dem Rosedale Cemetery in Orange, New Jersey, beigesetzt, am 52. Jahrestag des damals als Erfindungsdatum der praktischen Glühlampe geltenden 21. Oktober 1879.

### Weltanschauung, Politik, Kultur

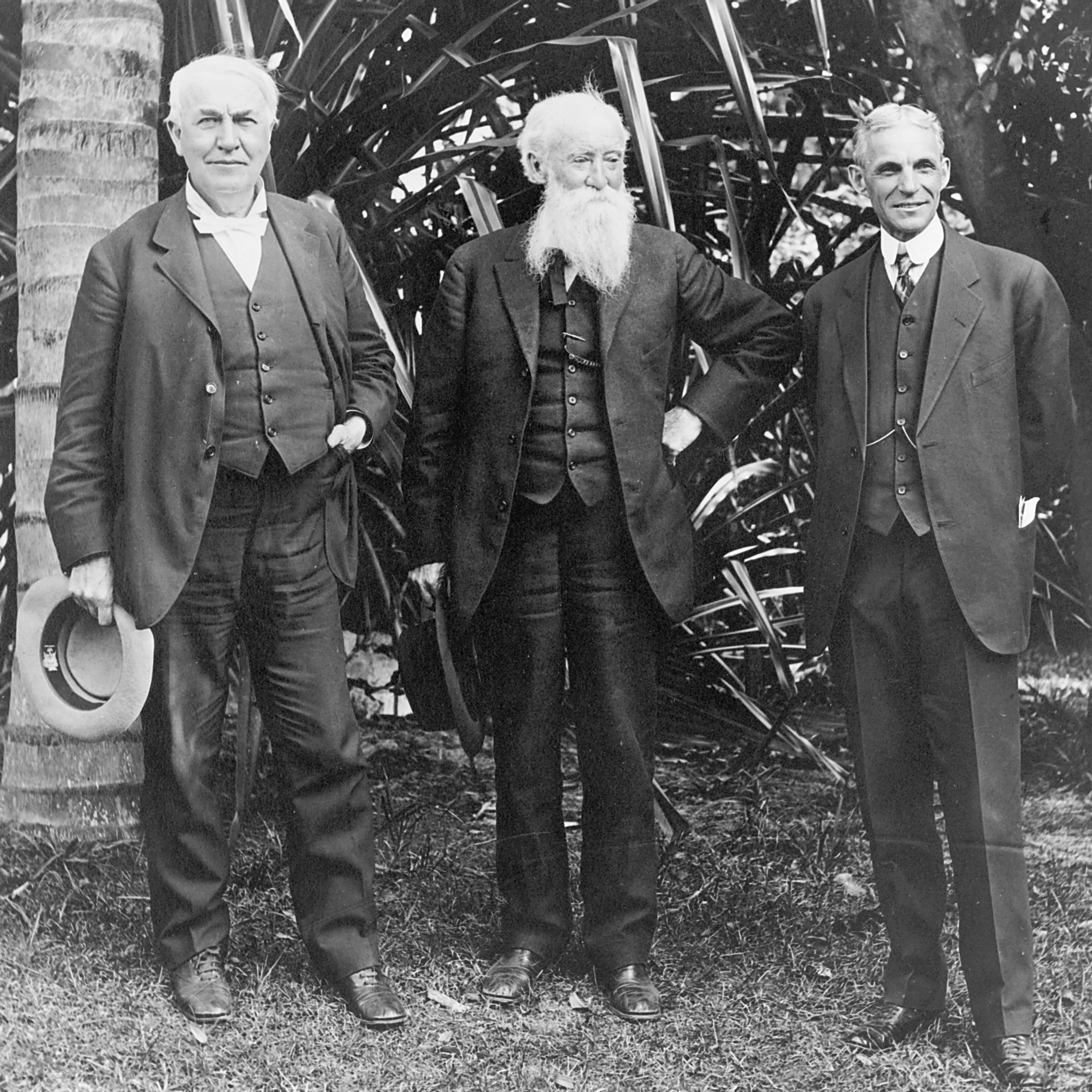
Thomas Alva Edison mit Henry Ford (rechts) und dem Naturforscher und Sozialphilosophen John Burroughs (Mitte)

Edison war politisch ein Anhänger der Republikanischen Partei. Unter anderem unterstützte er die republikanischen Präsidenten Theodore Roosevelt, Warren G. Harding, Calvin Coolidge und Herbert Hoover. 1912 sprach er sich für die Einführung des Wahlrechts für Frauen in den USA aus. Edison hatte selbst keine Schulausbildung. Er kritisierte das amerikanische Ausbildungssystem und äußerte sich geringschätzig über den Wert von Fächern wie zum Beispiel Latein. Die Ausbildung praktisch befähigter Ingenieure sah er als Hauptaufgabe.
Edison entschied persönlich über die auf seinen Tonträgern angebotenen Musikstücke und -interpreten. Er hatte jedoch eine Abneigung gegen Jazz-Musik. Der seit seiner Jugend Schwerhörige soll außerdem Interpreten nach der Verständlichkeit gesungener Texte ausgesucht haben. Im Laufe der Zeit entwickelte sich die von seinen persönlichen Vorlieben statt von der Marktnachfrage geleitete Auswahl zu einem wirtschaftlichen Nachteil seiner Unternehmen.
Er vertrat eine Philosophie der Gewaltfreiheit. Am 4. April 1878 trat er der Theosophischen Gesellschaft bei. Doch obwohl er ein Gegner der Todesstrafe war, übernahm seine Firma einen Regierungsauftrag zur Entwicklung des elektrischen Stuhls. Edison betonte mehrfach, dass er sich nie mit der Erfindung von Waffen beschäftigt habe.
Thomas Edison kritisierte christlich-religiöse Vorstellungen und engagierte sich gegen Religionsunterricht an Schulen. Er wird von Zeitungen zitiert mit „Religion is all bunk … All bibles are man-made.“ (Alle Religion ist Geschwätz … Alle Bibeln sind menschengemacht.) Im Oktober 1910 fanden Ausführungen von ihm in den USA Aufmerksamkeit, in denen er Vorstellungen von der Existenz einer Seele und deren Unsterblichkeit ablehnte. Seine zweite Frau, eine gläubige Methodistin, versuchte vergeblich, seine Einstellung zu ändern; er blieb ein religiös ungebundener Freidenker.
Der mit der Erforschung der Quellen zu Edison befasste Paul Israel weist darauf hin, dass dessen Sicht auf die Juden differenziert war und es keine Belege für eine Übereinstimmung mit den antisemitischen Publikationen seines Freundes Henry Ford gibt. Edison sah gesellschaftliche Konflikte als Folge jahrhundertelanger Verfolgung der Juden und nahm an, dass diese Probleme sich mit der Zeit von selbst verflüchtigen würden, da Juden in Amerika nicht weiter verfolgt wurden. Allerdings teilte Edison verbreitete Vorurteile über Juden wie etwa, diese hätten einen übernatürlichen Geschäftssinn.

### Familie
Thomas Alva Edisons Eltern sind Samuel Ogden Edison, Jr. (1804–1896) und Nancy Matthews Elliott (1810–1871). In erster Ehe war er mit Mary Stilwell (1855–1884) von 1871 bis zu deren frühem Tod verheiratet. Aus der Ehe gingen drei Kinder hervor: Marion Estelle Edison (1873–1965) (Spitzname „Dot“), Thomas Alva Edison Jr. (1876–1935) (Spitzname „Dash“) und William Leslie Edison (1878–1937). In zweiter Ehe war Thomas Alva Edison von 1886 bis zu seinem Tod 1931 mit Mina Miller (1865–1947) verheiratet. Auch aus dieser Ehe gingen drei Kinder hervor: Madeleine Edison (1888–1979), Charles Edison (1890–1969) und Theodore Miller Edison (1898–1992).
In der Öffentlichkeit am bekanntesten wurde Thomas Edisons Sohn Charles Edison, der als Politiker der Demokratischen Partei zeitweise Gouverneur von New Jersey sowie US-Marineminister war. Seine Tochter Marion war mit dem deutschen Leutnant Oscar Oeser verheiratet und lebte von 1895 bis 1925 in Deutschland.

## Erfindungen, Innovationen, Nachwirkungen

### Erfindung und Entwicklung
Edison hat im Laufe seines Lebens insgesamt 1093 Patente eingereicht und zudem noch weitere zusammen mit anderen Forschern. Allein im Jahr 1882 legte er dem Patentamt fast 70 neue Erfindungen vor.

#### Arbeitsweise

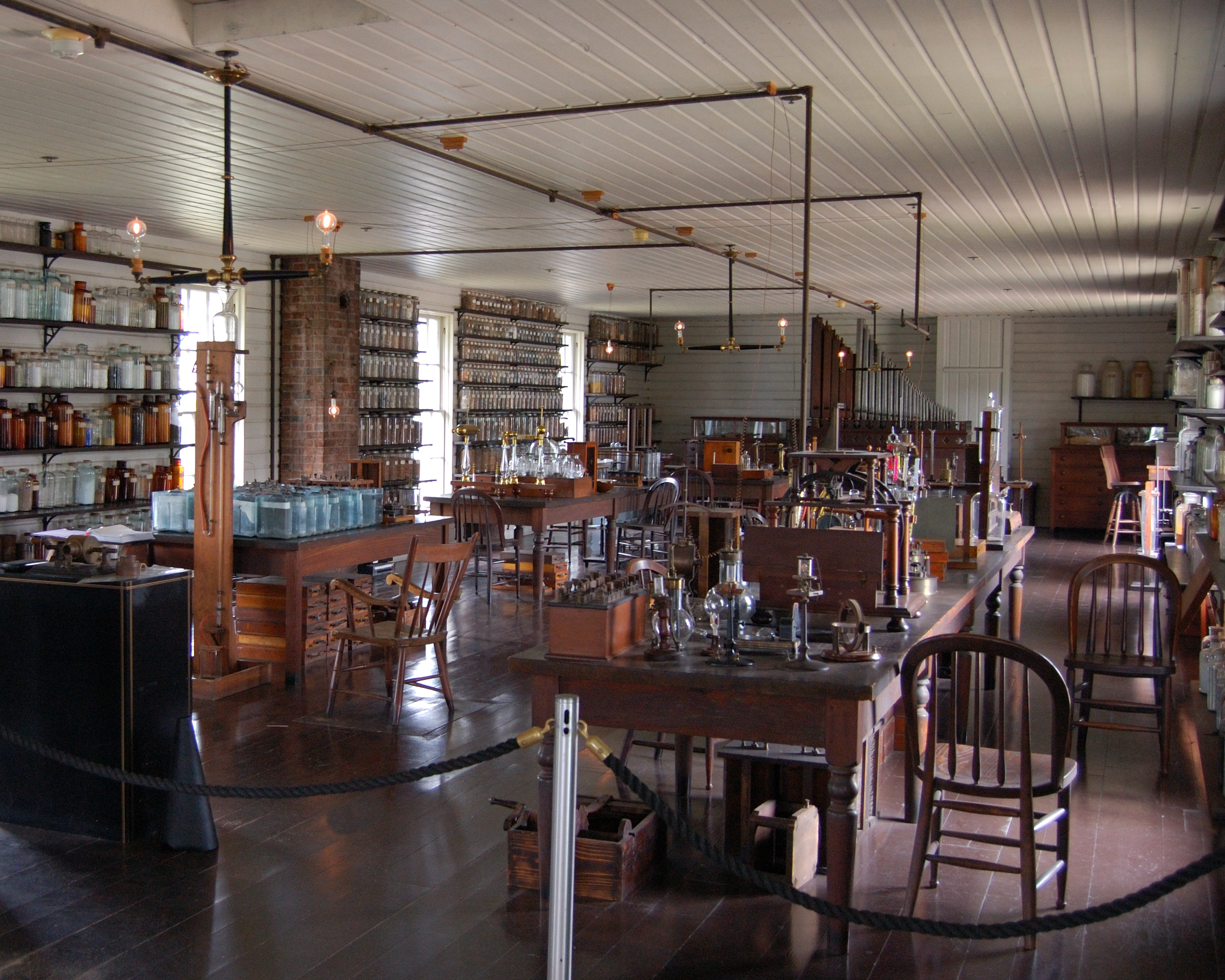
Das wiederaufgebaute Menlo-Park-Labor im Freilichtmuseum Greenfield Village, Dearborn

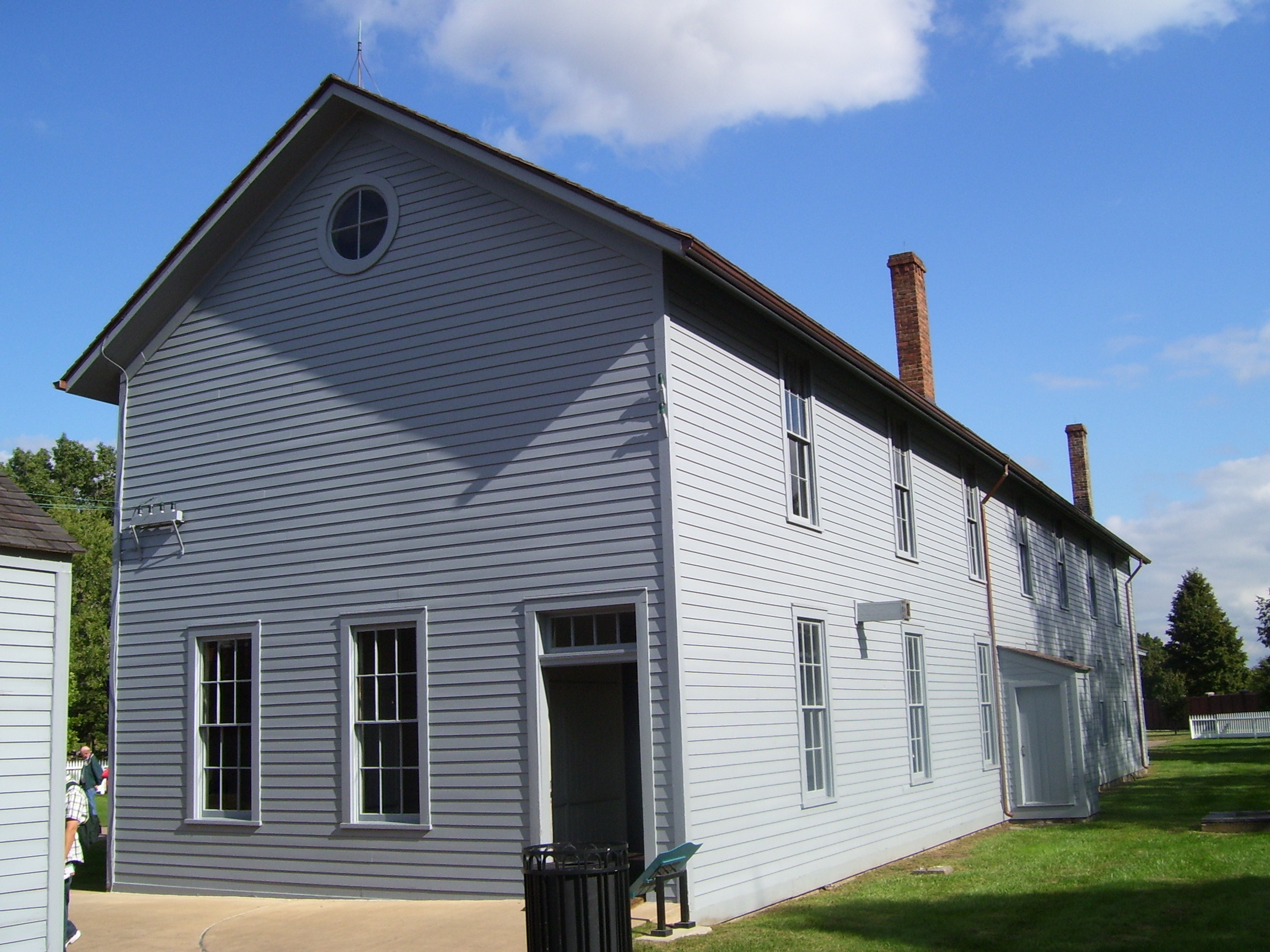
Der Nachbau des Menlo-Park-Labors in Dearborn von außen.

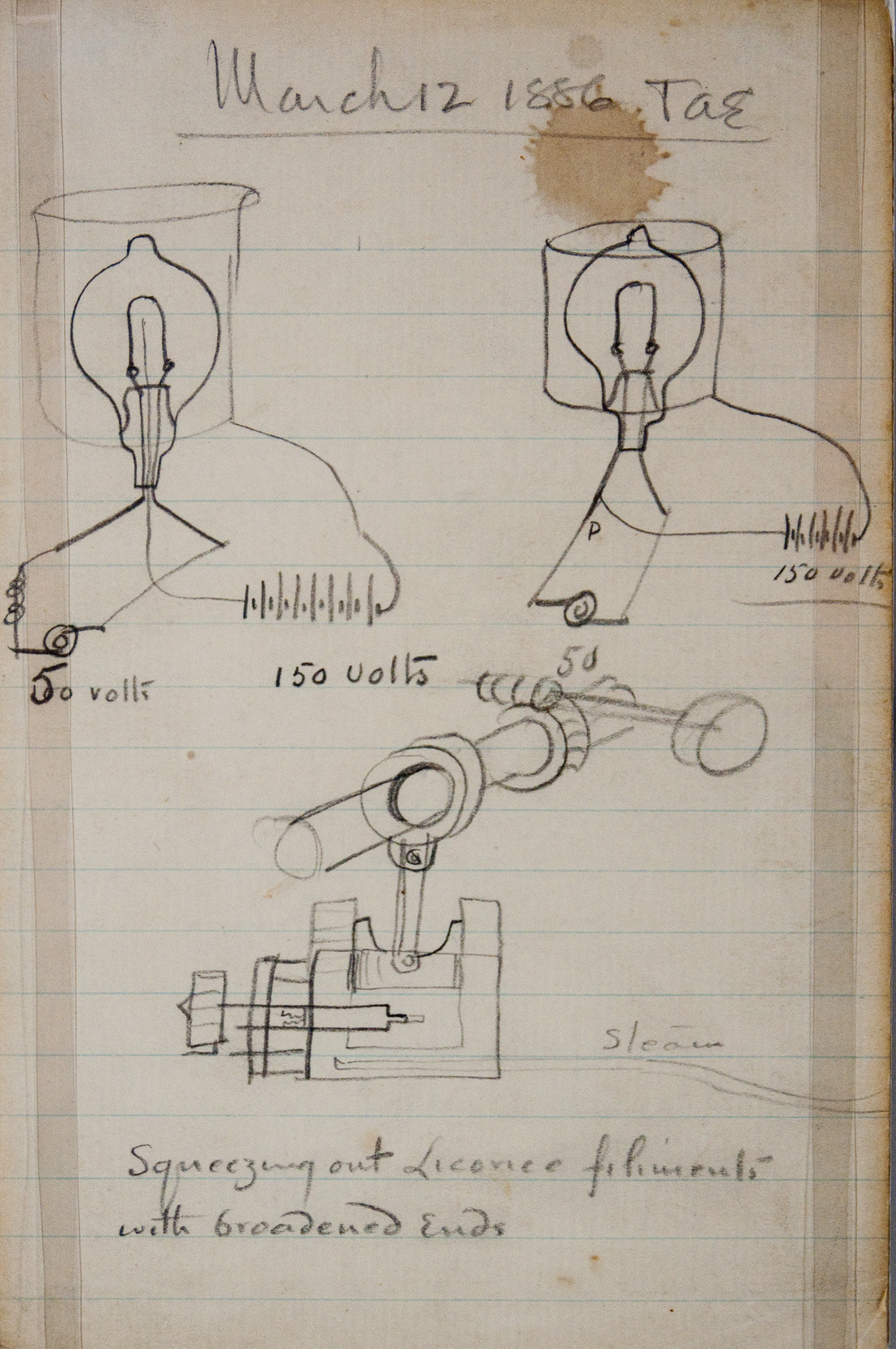
Skizze von Thomas Edison aus dem Jahr 1886: Glühlampen und eine Vakuumpumpe. Die Fähigkeit, sich zeichnerisch auszudrücken, gilt als eine der Quellen für Erfindungserfolge von Edison.

Das von Edison in Menlo Park betriebene Labor gilt gemeinhin als Vorläufer und Vorbild der sich herausbildenden industriellen Forschungs- und Entwicklungsabteilungen von Technologieunternehmen.
Die Suche nach einem geeigneten Material zur Herstellung von Kohleglühfäden ist ein Beispiel für Edisons Arbeitsmethoden. Seine Mitarbeiter fanden heraus, dass sich Fasern schnellwachsender tropischer Pflanzen gut eignen würden. Edison finanzierte daraufhin eine Expedition zur Einsammlung solcher Pflanzen. In umfangreichen Testreihen wurden die Eigenschaften der Pflanzenfasern geprüft und nach 18 Monaten die in Japan heimische Bambus-Art Phyllostachys bambusoides, die dort als „Madake“ bezeichnet wird, als am besten geeignet bestimmt. Das Patent 251.540 datiert vom 27. Dezember 1881.
Die Aufzeichnungen der damals für die Entwicklung der Glühlampe und der elektrotechnischen Infrastruktur ausgeführten Experimente sollen 40.000 Seiten umfassen. Das empirische Erarbeiten gesuchter Lösungen in umfangreichen Versuchsreihen verbunden mit dem Verständnis, dass auch jeder Fehlschlag die Lösung näher bringt, gilt als wichtiger Grund für Erfindungserfolge von Thomas Edison.
Eine empirische Arbeit untersuchte den Zusammenhang zwischen Edisons kreativer Produktivität und der Anzahl der Projekte, an denen er arbeitete. Die Untersuchung ergab insbesondere eine positive Korrelation zwischen der Anzahl der Projekte und Edisons erfinderischer Produktivität im selben Zeitraum. Diese positive Korrelation verstärkte sich, wenn das Lebensalter von Edison als weitere Variable berücksichtigt wurde. Durch das gleichzeitige Arbeiten an Projekten zu unterschiedliche Themen, hatte Edison stets die Gelegenheit, seine Anstrengungen zu kanalisieren, sobald er auf vorübergehende Hindernisse stieß, insbesondere bei langen Phasen des Ausprobierens, in denen nur mehrere Fehlschläge hintereinander folgten.
Die Fähigkeit, kompetente Mitarbeiter für anstehende Probleme zu finden und einzubinden, ist ein weiterer Grund. Sein wichtigster Partner war langjährig der Engländer Charles Batchelor, der als besonders geschickt in der Durchführung von Experimenten gilt. Dessen Sonderstellung unter den Mitarbeitern wird durch seine Beteiligung von 10 % an Erlösen aus allen Erfindungen deutlich. Der Feinmechaniker John Kruesi arbeitete ab 1872 für Edison und war an der Umsetzung zahlreicher Konstruktionszeichnungen und Skizzen beteiligt. Der aus Lauscha stammende Glasbläser Ludwig Karl Böhm, der zuvor in Deutschland schon mit dem Erfinder der Vakuumpumpe Heinrich Geißler zusammengearbeitet hatte, war der erste Spezialist auf diesem Gebiet in seinem Team. Der Techniker und Organisator Sigmund Bergmann, der Mathematiker und Physiker Francis Robbins Upton, der Chemiker Otto Moses und der Elektroingenieur Harry Ward Leonard sind andere Beispiele für die Einbindung von Kompetenz zur Förderung der Geschäftsziele von Edison. Auch Erfinder wie Lewis Howard Latimer, der bereits eigene Patente auf dem Gebiet der Glühlampenentwicklung erworben hatte, arbeiteten für Edison-Unternehmen. Das Talent von Nikola Tesla erkannte Edison hingegen nicht. Dieser schied im Streit aus und wurde ein wichtiger Mitarbeiter seines Konkurrenten Westinghouse Electric. Tesla kritisierte später die seiner Meinung nach unwissenschaftliche Arbeitsweise von Edison als ineffizient.
Die Erfindungen in Menlo Park und später in West Orange wurden unter dem Namen von Thomas Edison patentiert, aber zum überwiegenden Teil von einem Team von Handwerkern, Ingenieuren und Wissenschaftlern unter seiner Leitung entwickelt. Kinetoskop und Kinetograph gelten beispielsweise als Erfindungen des im Edison-Labor tätigen William K. L. Dickson. Die Anteile einzelner Mitarbeiter des Teams an schöpferischen Leistungen sind nicht präzise feststellbar. In der tradierten öffentlichen Kommunikation entstand unzutreffend das Bild von Thomas Edison als alleinigem geistigen Urheber der Erfindungsleistungen. Technologische Führung, Organisation und Finanzierung waren die Schwerpunkte seiner mit Erfindungen verbundenen Leistungen ab 1875.
Edison wird als charismatische Persönlichkeit beschrieben. Mitarbeiter aus Menlo Park sagten später, er habe ihnen das Gefühl gegeben, Partner und nicht Angestellte zu sein. Bei relativ geringer Bezahlung stellte Edison seinen Mitarbeitern ihren Leistungen entsprechende Anteile an später zu gründenden Unternehmen in Aussicht. Als sich bei der Entwicklung der Glühlampe und der Elektroinfrastruktur erste Erfolge einstellten, hatten selbst geringste Anteile seiner Mitarbeiter bereits den Gegenwert mehrerer Jahresgehälter. Die Kombination einer charismatischen Person mit einer natürlichen Autorität, Teamgeist und die finanzielle Beteiligung der Mitarbeiter waren für deren hohe Leistungsbereitschaft und den sich einstellenden Erfolg maßgeblich. Die wenigen Regularien wie die Aufzeichnung aller durchgeführten Experimente in den Laborbüchern überwachte Edison selbst.
Diese im Entwicklungsbereich erfolgreiche, auf die Person Edison zugeschnittene Form der Organisation und Zusammenarbeit erwies sich bei dem entstehenden Unternehmen mit mehreren tausend Mitarbeitern als weitgehend untauglich. Erst mit Zusammenfassung der diversen in den 1880er Jahren gegründeten Edison-Unternehmen zu Edison General Electric Co. 1890 und der Gründung von General Electric 1892 konnten die Defizite in Organisation, Berichtswesen und Management beseitigt werden. Das kostete Edison jedoch einen gravierenden Verlust an Einfluss auf von ihm gegründete Unternehmen. Diese waren in den 1880er Jahren zeitweise ohne Management, da Edison in technische Probleme vertieft war und sich um Post und notwendige Entscheidungen nicht kümmerte.
Ein weiteres Merkmal der Erfindertätigkeit Edisons ist das Aufkaufen von Patenten, die ergänzt um Weiterentwicklungen in neue Patente eingingen.
Der von ihm etablierte Erfindungsprozess wird gelegentlich als „Erfindung der Erfindung“ bezeichnet und Menlo Park selbst als wichtige Erfindung beschrieben. Das Zusammenführen wissenschaftlicher Experimentiereinrichtungen mit Werkstatteinrichtungen verschiedener Handwerksberufe, das Zusammenstellen eines Teams mit einer breiten Abdeckung von Wissen und handwerklichen Fähigkeiten und die Organisation von Arbeitsbedingungen, die die Kreativität aller Mitarbeiter fördern, gelten heute nicht nur als Gründe für den Erfolg von Thomas Edison, sondern auch als wegweisend für die Technologieunternehmen des 20. Jahrhunderts. Menlo Park wurde von vielen Industrieunternehmen kopiert und war insbesondere das Modell für die Bell Laboratories.
Thomas Edison kommentierte sein Erfolgskonzept mit den Worten:

“Genius is one per cent inspiration and ninety-nine per cent perspiration.”

„Genialität besteht zu einem Prozent aus Inspiration und zu 99 Prozent aus Transpiration.“

„Ich bin ein guter Schwamm, ich sauge Ideen auf und mache sie nutzbar. Die meisten meiner Ideen gehörten ursprünglich Leuten, die sich nicht die Mühe gemacht haben, sie weiterzuentwickeln.“

Seine Art des Managements, welches unter den Bedingungen der täglichen persönlichen Kommunikation im Labor funktionierte, aber eine wahrscheinliche Ursache von Problemen seines Firmenverbundes war, kommentierte er ohne Selbstzweifel:

“There is no organization; I am the organization.”

„Es gibt keine Organisation. Ich bin die Organisation.“

#### Ausgewählte Erfindungen
| Bereich            | Anzahl Patente |
| ------------------ | -------------- |
| Glühlampe, Energie | 389            |
| Phonograph         | 195            |
| Telegraf           | 150            |
| Batterie           | 141            |
| Metallgewinnung    | 62             |
| Zement             | 40             |
| Telefon            | 34             |
| Eisenbahn          | 25             |
| Film               | 9              |
| Auto               | 8              |
| Mimeograph         | 5              |
| Schreibmaschine    | 3              |
| Militär            | 3              |
| Chemie             | 3              |
| Radio              | 2              |
| Sonstige           | 24             |

- 1868: Elektrischer Stimmenzähler für Versammlungen
- 1869: Börsenkursanzeiger, Drucktelegrafen (Stockticker)
- 1874: Quadruplex-Übertragungstechnik für Telegrafie
- 1876: Elektrischer Schreibstift
- 1877: Phonograph
- 1877: Kohlekörnermikrofon (für Telefon)
- 1879: Kohlefaden-Glühlampe, Glühbirne
- 1880: Magnetischer Metallabscheider
- 1881: Edison-Gewinde (Schraubfassung für Glühlampen)
- 1881: Elektrizitätszähler[72]
- 1882: System für Verteilung elektrischer Energie (Einphasen-Dreileiternetz)[p 10]
- 1883: Anwendung des Edison-Effekts für ein Gerät zur Spannungsanzeige und -regulierung
- 1888: Elektrischer Stuhl
- 1888: Phonographenwalze mit Tiefenschrift
- 1891: Kinetograph
- 1891: Kinetoskop
- 1897: Projektionskinetoskop
- 1900: Wiederaufladbare galvanische Zelle
- 1902: Phonographenwalze (Gold Moulded Record)
- 1903: Drehrohrofen für die Zementproduktion
- 1911: Diamond Disc (Schallplattenformat)
- 1914: Nickel-Eisen-Akkumulator

(Jeweils Kalenderjahr der ersten Patentanmeldung. Weitere Patentanmeldungen für Verbesserungen der Ursprungserfindung erfolgten häufig über viele Jahre hinweg. Erfindung, Patentanmeldung, Patenterteilung und Beginn der Vermarktung können in verschiedene Kalenderjahre fallen. Unterschiedliche Angaben in Veröffentlichungen haben darin ihre Ursache. Das damalige Patentsystem der USA sah ferner die Registrierung von Vorbehalten auf Erfindungen in Arbeit vor. Für das Patent auf den Kinetographen wurde beispielsweise 1891 ein Vorbehalt angemeldet, 1897 wurde es erteilt.)
Eine Erfindung Edisons ist heute noch in jedem Privathaushalt vorhanden: das sogenannte Edison-Gewinde, mit dem Glühlampen oder Kompaktleuchtstofflampen („Energiesparlampen“) und als jüngste Entwicklung die LED-Lampen in die zugehörige Fassung geschraubt werden können (daher das E in der allgemein bekannten Bezeichnungen, wie E 14, E 27 usw.). Das früher aus Messingblech, heutzutage meist aus Kunststoff hergestellte Gewinde zeichnet sich durch eine einfache Produktion sowie durch eine sichere Handhabung auch für Laien aus. Die Lösung soll auf eine Idee von Thomas Alva Edison aus dem Jahr 1881 zurückgehen, die er dann gemeinsam mit Sigmund Bergmann in dessen Bergmann and Company’s Shop in New York entwickelte. Die erste Patentierung erfolgte am 27. Dezember 1881 im Patent 251554. Der Lampensockel wurde in einer gemeinsamen Firma produziert. Bergmann verkaufte seine Anteile 1889 an Edison und ging nach Berlin zurück. Die Lösung wird auch in Nachfolgeprodukten der Glühlampe und für andere Leuchtmittel weiterhin häufig verwendet.
Edison entwickelte nicht immer seine Erfindungen zu Produkten weiter. Er besaß mit dem Patent 465.971 „Mittel für die Übertragung elektrischer Signale“ beantragt 1885 und ausgestellt 1891, ein Basispatent für die drahtlose Telegrafie. 1903 verkaufte er es an den mit ihm befreundeten Guglielmo Marconi, der dadurch seine eigenen Patente vor Urheberrechtsansprüchen von Vorerfindern schützen konnte.
Das Tasimeter für feine thermometrische Beobachtungen ist ein Beispiel einer nicht patentierten Erfindung von Edison. Die Veröffentlichung ohne Patentanmeldung bedeutet eine Überlassung an die Allgemeinheit zur Nutzung ohne Urheberrechtsvergütung.
Zu den erfolglosen Erfindungen von Thomas Edison gehören einige skurril erscheinende Ideen wie die Herstellung von Möbeln und Klavieren aus Beton. Auch die aus der Glühlampenherstellung abgeleitete und patentierte Konservierung von Obst in evakuierten Glasbehältern blieb damals erfolglos.

### Umsetzung in Innovationen

#### Gesellschaftliche Transformation am Beispiel Elektroerfindungen

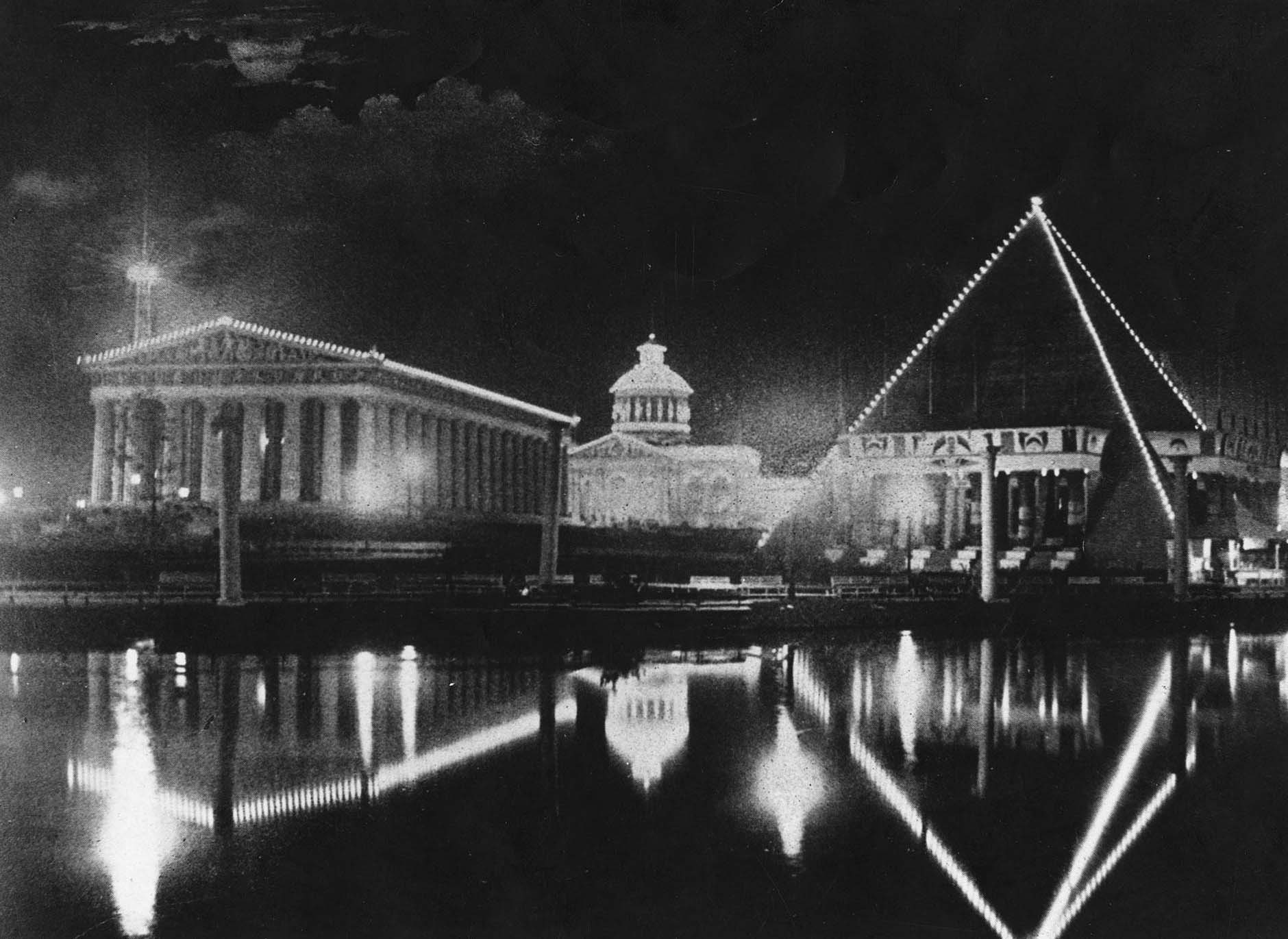
Spektakuläre Illuminationen wie diese aus den 1890er Jahren wurden Anfang der 1880er Jahre von Edison zur Bewerbung seines Elektrolichts gestaltet.

Die technische Lösung und der mögliche Nutzen einer Erfindung sind nicht hinreichend für einen erfolgreichen Innovationsprozess. Die Transformation einer technischen Errungenschaft in einen gesellschaftlichen Prozess, der zu einer positiven Bewertung bei Verbrauchern, Investoren und Politikern führt, ist eine Schwierigkeit, an der Innovationen häufig scheitern. Die erfolgreiche Bewältigung dieser Probleme ist ein wesentlicher Teil der Gesamtleistung von Thomas Edison bei der Einführung von Elektrolicht.
Edison stand wie auch andere Erfinder und Wissenschaftler bei Neuerungen vor Kommunikationsproblemen, da etliche mit den Neuerungen verbundene Begrifflichkeiten wie Dynamo, Sicherung, Gleichstrom oder Glühlampe weiten Teilen der Bevölkerung unbekannt waren und die meisten auch keine Vorstellung über das Wesen von Elektrizität hatten. Neben der Akzeptanz der Verbraucher benötigte er das Vertrauen von Investoren und Politikern. Letztere hätten mit Sicherheitsbedenken gegen die Verlegung unterirdischer Elektrizitätskabel die Elektrifizierung New Yorks um Jahre verzögern können. Schließlich mussten die Widerstände der Gasindustrie und deren Lobbytätigkeit in der Politik überwunden werden.
Er löste die Aufgabe unter anderem durch persönliche Kontakte zu Entscheidungsträgern und zur Presse, wobei er seine charismatische Persönlichkeit, sein Selbstbewusstsein, seine rhetorischen Fähigkeiten und seine Popularität für seine Ziele einsetzte. Im Unterschied zur Entwicklungsarbeit in Menlo Park musste Edison für die Umsetzung seines Elektrifizierungsprojektes mit einer großen Anzahl von Akteuren kommunizieren, sein Vorhaben in den Begriffswelten von Investoren, Baubehörden usw. darstellen und für die Kooperation aller Akteure sorgen.
Dem Problem der mangelnden Verständlichkeit der Neuerungen begegnete er durch nonverbale Kommunikation wie Show-Veranstaltungen mit Lichteffekten. Die in New York gegründete Gesellschaft wurde nicht „Elektrizitätsgesellschaft“, sondern „Beleuchtungsgesellschaft“ genannt (Edison Illuminating Co.). Das Kraftwerk wurde „Lichtwerk“ genannt, und Edison kommunizierte damit, man liefere Licht und nicht Strom; er baute sprachlich auf dem auf, was die Menschen kannten. Da die Verbraucher einer ihnen unbekannten physikalischen Einheit für elektrische Energie wie Amperestunde als Basis der Abrechnung misstraut hätten, erfolgte eine Umrechnung in Lampenbrennstunden; Edison führte dafür die Einheit Lh (etwa 0,8 Ah) ein. Auf das Design von Lampen wurde großer Wert gelegt, sodass diese dem Zeitgeschmack entsprechend von Beginn an als schön und die persönliche Umgebung aufwertend empfunden wurden. Die Gestaltung der Glühlampe selbst als Birne mit Schraubgewinde gilt noch immer als ästhetisch gelungen. Die Glühbirne wurde ein ikonographisches Symbol für „Idee“, „Erleuchtung“ usw. Besonders aufgeschlossen für die Neuerung waren die Betreiber von Theatern. Dadurch wurde elektrisches Licht an Brennpunkten des öffentlichen Lebens frühzeitig präsent und in Verbindung mit Kultur und Unterhaltung wahrgenommen.
Die Integration der Innovation in ein bestehendes kulturelles System von Begrifflichkeiten, Bedeutungen und Werten war wesentlich für den Erfolg. Die Transformation dieser Erfindung in einen alltäglichen Gebrauchsgegenstand auf den verschiedenen gesellschaftlichen Ebenen gelang dadurch besonders gut. Charles Bazerman, ein Hochschullehrer aus den USA, analysiert Aspekte davon in seinem Buch The Languages of Edison’s Light.

#### Patentrechtsstreite – Begleiterscheinung erfolgreicher Innovationen

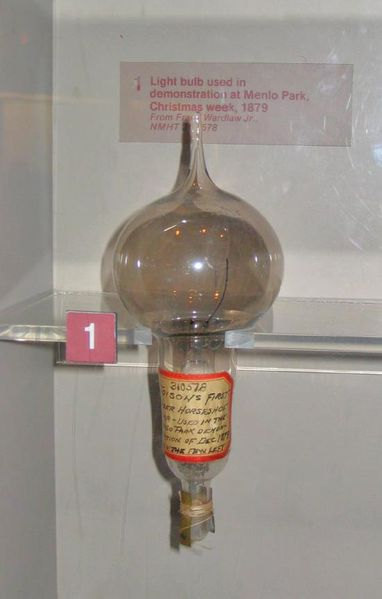
Glühlampe von Thomas Alva Edison 1879

Thomas Edison machte mehr als 2000 Erfindungen, von denen er 1093 in den USA patentieren ließ. Bis Oktober 1910 wurden im Ausland 1239 Patente angemeldet, davon 130 Patente in Deutschland. Die Erfindungen beziehen sich nicht nur auf innovative Konsumprodukte, sondern auch auf Maschinen und Verfahren für deren Produktion, Verfahrenstechnik, Investitionsgüter und andere Bereiche.
Die Rechte der wirtschaftlichen Nutzung seiner Patente verkaufte Edison meistens an Unternehmen, die ihm gehörten oder an denen er Teilhaber war wie z. B. der Edison Electric Light Co. Die Edison Electric Light Co. verkaufte dann ihrerseits eingeschränkte Rechte an Elektrifizierungsgesellschaften, Hersteller oder ausländische Patentverwerter weiter.
Die Menge der von Edison erarbeiteten Patente machte es für Wettbewerber im Elektromarkt in den 1880er Jahren immer schwerer, davon nicht betroffene Produkte zu entwickeln. Die raschen technologischen Veränderungen und der hohe wirtschaftliche Wert der Erfindungen infolge des erfolgreichen Innovationsprozesses führten zu einer verbreiteten Missachtung der Patente. Das zwang die jeweiligen wirtschaftlichen Eigentümer der an Edison erteilten Patente, hohe Geldmittel für die juristische Verteidigung ihres Eigentums aufzuwenden. Die Unternehmen von Edison waren zeitweise dazu finanziell nicht mehr in der Lage. Der Druck, die an Dritte verkauften exklusiven Nutzungsrechte auch durchzusetzen, lastete besonders auf der Edison Electric Light Co. und der Person Thomas Edison.
Insbesondere finanziell starke Unternehmen konnten sich jahrelange Gerichtsstreitigkeiten über alle Instanzen leisten und im schwebenden Verfahren die Patente weiter verletzen. Der Nutzen der Teilhabe am Markt überstieg offenkundig die anfallenden Rechtskosten. Ferner konnten die Patentverletzer die Dauer der Verfahren für die Entwicklung von Umgehungstechniken nutzen. Nach Angaben der Edison-Biografen Dyer und Martin wurden allein in den USA zwischen 80 und 90 Prozesse um die Glühlampenpatente geführt und weitere mindestens 125 Patentprozesse um die mit der Glühlampe verbundenen Erfindungen in der elektrotechnischen Infrastruktur. 1889 musste Edison einen eigenen Unternehmensbereich für die Steuerung und Administration der Verfahren gründen.
Bisher ist kein Patentrechtsstreit bekannt, der zu einer gerichtlich angeordneten Annullierung eines vom US-Patentamt an Edison erteilten Patents führte. Die zahlreichen Anfechtungen waren ein Mittel im Wettbewerb um Marktanteile. Die notwendige Fusion seiner Unternehmen mit der Thomson-Houston Co. führte Edison unter anderem auf hohe Kosten für Patentrechtsstreite und Ertragsminderungen aus Patentverletzungen zurück.
Der Patentprozess der Edison Electric Light Co. gegen die United States Electric Lighting Co. dauerte von 1885 bis 1892 und soll etwa 6500 Seiten Akten umfassen. Er endete mit der Bestätigung der Edison-Glühlampen-Patente in allen Gerichtsinstanzen. Das Unternehmen United States Electric Lighting Co. konnte kontinuierlich weiter produzieren, da man bei Prozessende eine neue Glühlampe entwickelt hatte, die kein Edison-Patent verletzte. Die United States Electric Lighting Co. kam zwischenzeitlich in finanzielle Schwierigkeiten, konnte sich den Rechtsstreit und teure Neuentwicklungen jedoch weiter leisten, da der Eisenbahn-Industrielle George Westinghouse das Unternehmen 1888 aufkaufte. Die Auseinandersetzungen zwischen Thomas Alva Edison und George Westinghouse hatten hier eine Ursache.
In Verfahren der Edison Electric Light Co. gegen die Beacon Vacuum Pump and Electric Co., die Electric Manufacturing Co. und die Columbia Incandescent Lamp Co. wurde behauptet, der aus Deutschland stammende Heinrich Göbel habe die Glühlampe schon vor Thomas Edison erfunden, siehe dortigen Abschnitt zu den Patentprozessen mit „Goebel-Defense“.

### Nachwirkungen

#### Zusammenfassung der Innovationsfolgen
Robert Rosenberg und Paul Israel meinen, Thomas Edison habe die moderne Welt nicht erfunden, er sei aber an ihrer Entstehung beteiligt gewesen.
Robert Conot schrieb in seiner 1979 erschienenen Edison-Biographie, Edison habe 'die Tür aufgestoßen'.
Die Folgen von Edisons Innovationen haben eine außerordentliche Dimension. Globale und zeitlich andauernde Veränderungen erfolgten durch die Elektrifizierung und Medien für Ton und Bild. Neue Industrien entstanden weltweit. Die Wahrnehmung der Welt veränderte sich durch bewegte Bilder; mit den Kinos entstanden neue kulturelle Zentren in den Städten. Das elektrische Licht veränderte das soziale Leben, welches sich in die Abendstunden verschob; auch Schichtarbeit nahm infolge des besseren Lichts zu. Die Stromnetze ermöglichten eine Rationalisierung der Fertigungsprozesse und führten zu mehr Wohlstand. Die von Edison entwickelten Kohlenfadenlampen waren die ersten elektrischen Produkte, die eine weite Verbreitung in Privathaushalten fanden, und die den Weg für die heute umfassende Elektrifizierung der Privathaushalte bahnten. Der von ihm entwickelte Nickel-Eisen-Akkumulator zog eine Elektrifizierungswelle insbesondere von Autos, Schiffen und Eisenbahnen nach sich. An der globalen Innovation Telefon mit veränderten Abläufen zum Beispiel im Handel war Edison mit Erfindungen beteiligt, die bis zur Einführung der digitalen Telefonie in den 1980er Jahren (ISDN) Industriestandards waren.
Die enormen Veränderungen verdeutlicht Folgendes: US-Präsident Herbert Hoover wollte nach Edisons Tod 1931 die Kraftwerke des Landes zu dessen Ehren für kurze Zeit abschalten lassen. Das war 1931 schon nicht mehr möglich.

#### Kultureller Einfluss der Erfindungen am Beispiel des Phonographen

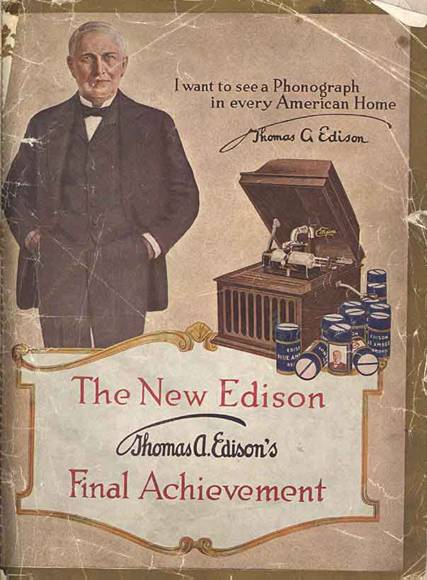
Werbung für einen Edison Home Entertainment Phonograph. Wahrscheinlich zeigt die Werbung die Variante DX des Phonographen Amberola mit internem Horn 1914.

Während Thomas Edison zunächst den Einsatz des Phonographen im Büro als Hauptanwendung sah, hatte die Pacific Phonograph Co. 1889 in San Francisco mit einem Münzphonographen für Unterhaltungszwecke großen Erfolg. Dieses Geschäftsmodell verbreitete sich rasch in den USA. Schon 1890 soll es etwa 1500 solcher Phonographen in Kneipen, Restaurants, Eisdielen usw. gegeben haben, an denen die Menschen an Hörschläuchen Musik gegen Entrichtung einer Gebühr konsumierten. In Deutschland kopierten Schausteller das Geschäftsmodell und konnten durch den großen Zulauf ihre Investitionen in kurzer Zeit amortisieren und hohe Gewinne erwirtschaften. Während die Betreiber zunächst teilweise noch eigene Walzen für den Musikgeschmack ihrer Kunden produzieren mussten, entstand parallel zum veränderten Musikkonsum eine neue Industrie zur Herstellung und Vermarktung von Tonträgern. Der Erfolg der Münzphonographen führte zur Konstruktion und Fertigung preiswerter Phonographen für den Heimbereich; Geräte und Tonträger waren um 1900 ein Massengeschäft.
Musik wurde durch den Phonographen örtlich und zeitlich unabhängig von Konzertereignissen verfügbar. Das hatte unter anderem eine vermehrte Beeinflussung von Musikern untereinander sowie eine beschleunigte Verbreitung einiger Musikstile zur Folge. Die Kneipen mit Phonographen in den USA verstärkten zum Beispiel die Verbreitung der Musik von Afroamerikanern, die teilweise zuvor nur im lokalen Bereich des Wirkens der jeweiligen Tonkünstler bekannt war.
Dieser Effekt wurde rasch ein globales Phänomen; Musik wurde gezielt für den Weltmarkt produziert. Einige Autoren sehen deswegen in der Erfindung des Phonographen den Beginn der kulturellen Globalisierung von Musik. Die kulturelle Bedeutung der Erfindung für die Musik wird als vergleichbar mit der Bedeutung der Erfindung des Buchdrucks für die Literatur bewertet. Beide Erfindungen haben zu einer neuen Dimension des Austauschs und der wechselseitigen Beeinflussung zwischen Kulturkreisen geführt.

#### Erfolg als Geschäftsmann, Vermögen

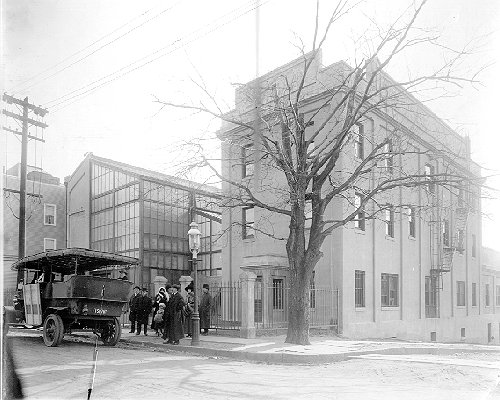
Edison Filmstudio in New York. Die zuvor lukrative Filmproduktion war nach 1910 nicht mehr wettbewerbsfähig und wurde 1918 eingestellt.

In den üblichen Listen von Unternehmer-Milliardären erscheinen Zeitgenossen wie Henry Ford (Automobilbau), Jason Gould (Eigner von Eisenbahnlinien wie Union Pacific Railroad) oder John D. Rockefeller (Erdöl), nicht jedoch Thomas Edison. Sein Versuch, eine marktbeherrschende Stellung mit Glühlampen und Elektroinfrastruktur zu erlangen, war gescheitert. Bei Unternehmen, die in den 1880er Jahren gegründet wurden, war Edison häufig lediglich Teilhaber, auch wenn diese seinen Namen trugen. Partner, Mitarbeiter und Investoren bauten Fabriken auf, organisierten Elektrifizierungsprojekte und hielten Firmenanteile. Diese Firmen zahlten Lizenzgebühren für die Verwendung von Edison-Patenten, was eine Haupteinnahmequelle von Thomas Alva Edison war. Die meisten der in den 1880er Jahren gegründeten Elektrofirmen gingen in General Electric auf, wo er Aktionär war, ohne das Unternehmen zu beherrschen (zu seinem Aktienanteil an General Electric liegt keine Quelle vor). Sein späteres Unternehmen Thomas Alva Edison Inc. blieb zu Lebzeiten von Thomas Edison im Unterschied dazu unter der Kontrolle der Familie. Die meisten Patente waren ausgelaufen und viele Erfindungen technisch überholt. W. Bernard Carlson, Professor für Technologie an der University of Virginia, sieht insbesondere ein mangelndes Verständnis von Edison für die Softwareseite der von ihm begründeten Industrien mit der Folge, dass er noch zu Lebzeiten Geschäftsbereiche wie Tonträger und Filme wieder aufgeben musste. Mit den frühen Erfindungen zur Telegrafie, die er für jeweils ein paar tausend Dollar verkaufte, haben andere hohe Gewinne erwirtschaftet. An den Umsatz- und Gewinnzuwächsen anderer Branchen infolge der Elektroerfindungen, zum Beispiel der Kupferproduzenten, profitierten Edison-Unternehmen nicht.
Die Biografen Dyer und Martin schildern Edison als genialen Löser technischer Probleme, nicht aber als großen Unternehmensstrategen. Sie stellen sogar eine Sorglosigkeit und Nachlässigkeit seinerseits in geschäftlichen Angelegenheiten sowie ein leichtgläubiges Vertrauen in Vertragspartner fest. Eine Folge davon war, dass Edison keinen Cent an der Verwertung seiner Elektropatente in England und Deutschland verdiente. Der Biograf Paul Israel sieht einerseits ein hohes Interesse von Thomas Edison an der Entwicklung von Technologien und der Gründung neuer Industrien, andererseits aber ein Desinteresse am Tagesgeschäft einmal gegründeter Unternehmen und ein ihm anzulastendes Fehlmanagement bei der notwendigen Reaktion seiner Unternehmen auf veränderte Marktbedingungen und technologischen Wandel. Seine Firmen waren deswegen jeweils nur für kurze Zeit marktbeherrschend. Edison war als Geschäftsmann in der Bewertung von Paul Israel demzufolge „mäßig erfolgreich“.
Die 1929 beginnende Weltwirtschaftskrise fiel in Edisons letzte Lebensjahre und hat wahrscheinlich den Wert seines Vermögens zum Todeszeitpunkt enorm reduziert.

#### Beeinflusste Unternehmensgründer und Karrieren
Einige Männer, die zeitweise Mitarbeiter von Thomas Edison waren, wurden später selbst Erfinder-Unternehmer:
- Sigmund Bergmann (Elektrizität, Turbinen, Fahrzeugbau),
- Robert Bosch (Elektrizität),
- Henry Ford (Automobilbau),
- Sigmund Schuckert (Elektrizität).

Vielen Labormitarbeitern von Edison gelangen erfolgreiche Karrieren. Beispiele sind:
- Francis Jehl. Er wurde in Menlo Park als Laborhelfer eingestellt. Wegen seines Geschicks wurde er ein enger Mitarbeiter von Edison und arbeitete später Jahrzehnte in Europa an Elektrifizierungsprojekten.
- Samuel Insull. Der Privatsekretär von Thomas Edison wurde Präsident der Chicago Edison Co. und der Commonwealth Edison Co. Später war er verantwortlich für die Vereinheitlichung der elektrotechnischen Infrastruktur in Nordamerika.
- William Joseph Hammer.

## Ehrungen (Auswahl)

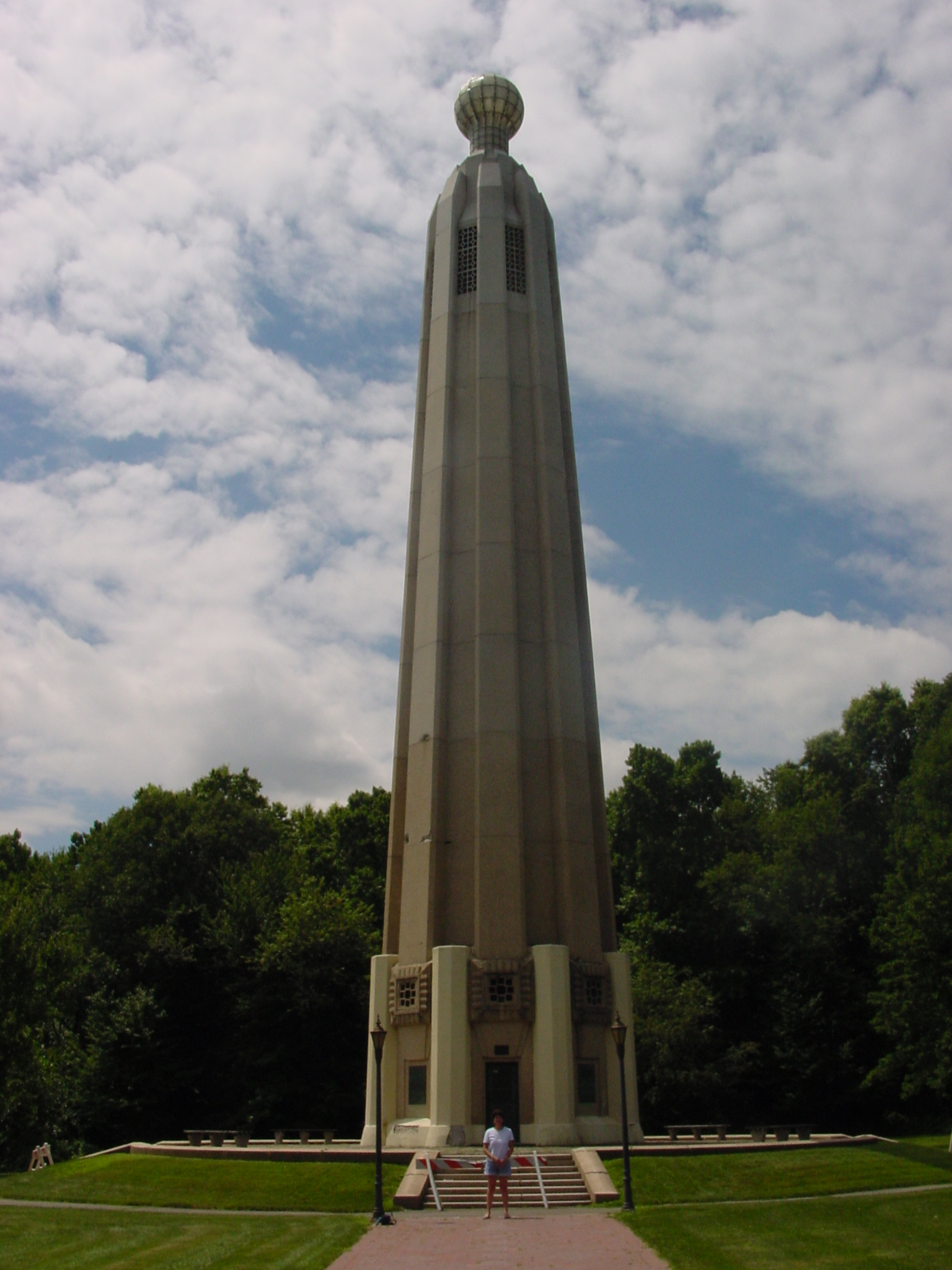
Der ca. 52 m hohe Thomas Alva Edison Memorial Tower mit einer überdimensionierten stilisierten Glühlampe (ca. 6 m Durchmesser) wurde 1937 zu Ehren von Thomas Edison in Menlo Park gebaut.

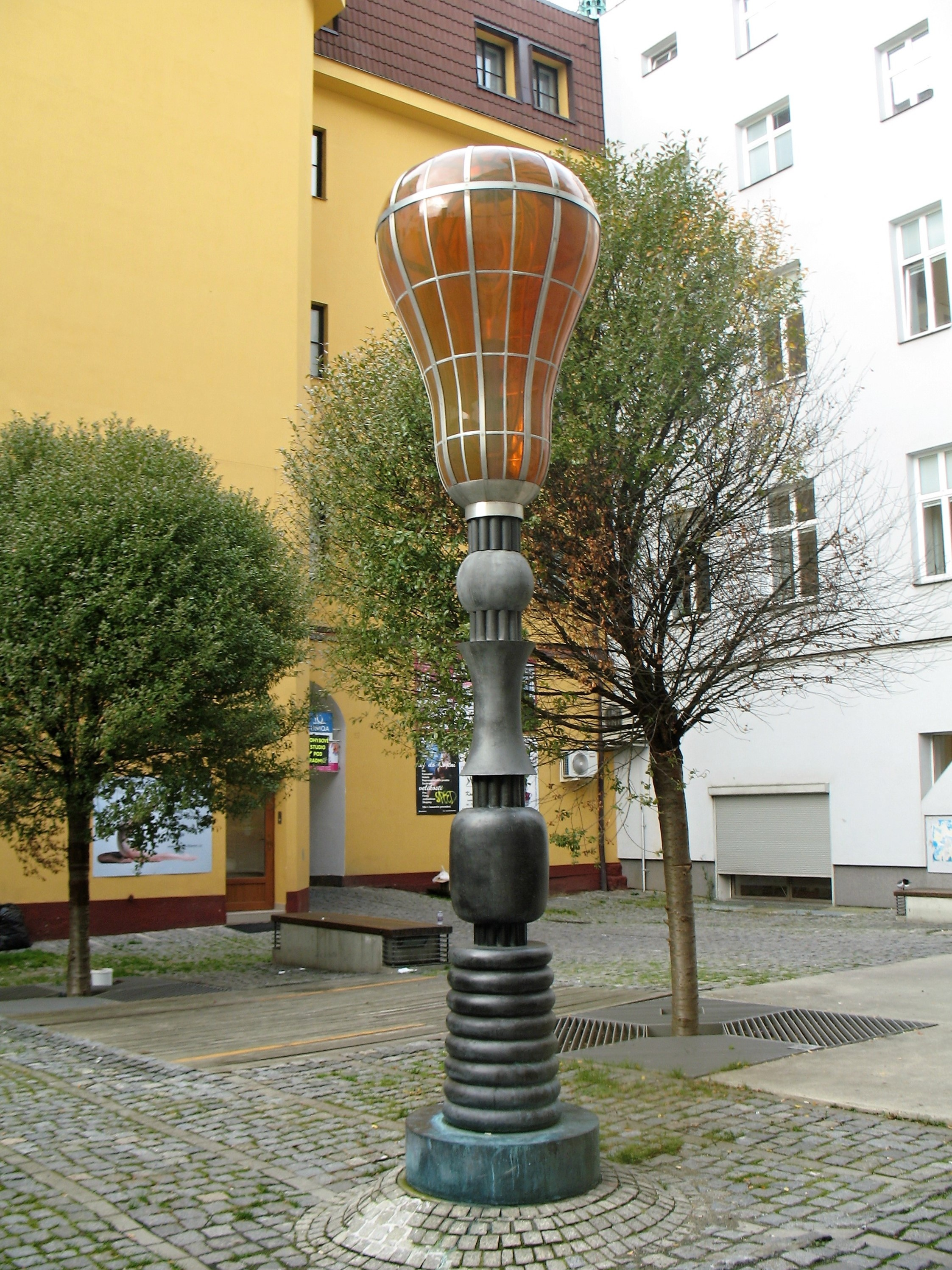
Skulptur Lampa Edison von Jaroslav Róna in Liberec (2009)

In Anerkennung der Leistungen von Thomas Edison feiern die USA seit 1983 an seinem Geburtstag den National Inventor’s Day. Am Hollywood Walk of Fame wurde ihm ein Stern gewidmet. Zahlreiche Einrichtungen und Straßen, auch in Deutschland, wurden nach ihm benannt.
- 1858: Gründung des Thomas Edison Depot Museums
- 1889: Ernennung zum Kommandeur der Ehrenlegion durch den französischen Präsidenten
- 1904: In Gedenken an die erste elektrische Glühlampe 25 Jahre früher gab eine Gruppe von Edisons Freunden und Mitarbeitern die Edison-Medaille heraus. Seit 1908 wurde sie jährlich vom American Institute of Electrical Engineers, seit 1963 vom Institute of Electrical and Electronics Engineers verliehen.
- 1909: Verleihung der Goldmedaille der schwedischen Königlichen Akademie der Wissenschaften an Edison
- 1922: Verleihung der Ehrendoktorwürde der Rutgers University an Edison
- 1927: Mitgliedschaft in der National Academy of Sciences
- 1928: Verleihung der Congressional Gold Medal (höchste zivile Auszeichnung der USA)
- 1929: Feiern anlässlich des 50. Jahrestags der Erfindung der praktisch nutzbaren Glühlampe. Henry Ford ließ das Menlo-Park-Labor rekonstruieren und Thomas Edison wiederholte in Anwesenheit des amerikanischen Präsidenten Herbert Hoover und bekannten Persönlichkeiten, unter ihnen Marie Curie, die historische Glühlampenvorführung vom 21. Oktober 1879. Das Ereignis wurde vom Radio übertragen; Sonderbriefmarken und mit ihnen versehene Ersttagsbriefe trugen dazu bei, dass die Veranstaltung ein nationales Ereignis in den USA wurde.[15] (In Deutschland, wo zu jener Zeit Heinrich Göbel für den Erfinder der praktisch nutzbaren Glühlampe gehalten wurde, reagierten Verbände der Elektroindustrie mit einer Feier in dessen Geburtsstadt Springe am 14. September 1929, wenige Wochen vor dem Ereignis in den USA.[99])
- um 1931: Benennung des Asteroiden (742) Edisona nach ihm
- um 1933: John Kunkel Small (1869–1938), Kurator des Herbariums des New York Botanical Garden, benannte nach ihm die Pflanzengattung Edisonia[100], die heute Bestandteil der Gattung Matelea (Seidenpflanzengewächse) ist. Thomas Edison wurde 1930 in das Direktorium des New York Botanical Garden gewählt.[101][102]
- 1940: Filmbiografien Der junge Edison mit Mickey Rooney und Der große Edison mit Spencer Tracy in den Hauptrollen
- 1961: Benennung des Mondkraters Edison nach ihm[103]
- 1977: Verleihung des Grammy Trustees Award[104]

Anfang November 1915 berichteten Zeitungen, darunter die The New York Times, über die bevorstehende Verleihung des Nobelpreises für Physik zu gleichen Teilen an Nikola Tesla und Thomas Edison, faktisch nominiert wurde allerdings nur Edison. Tatsächlich wurde der Physik-Nobelpreis 1915 an William Henry und William Lawrence Bragg verliehen.

## Stand der Forschung
Der Historiker Keith Near sagte 1995, Thomas Edison sei von allen berühmten Personen diejenige, über die man am wenigsten wisse. Was die meisten über ihn zu wissen glaubten, seien nichts Anderes als Märchen. Seit der Lebenszeit von Thomas Edison wurden Darstellungen tradiert, die von Legenden durchsetzt sind, welche Journalisten für die Ausschmückung ihrer Artikel oder Thomas Edison und seine Mitarbeiter zum Zweck der Selbstdarstellung frei erfanden. Ferner sind eine Fülle von Irrtümern in die tradierten Darstellungen eingegangen.
An der wissenschaftlichen Aufbereitung der umfangreichen Quellen arbeitet ein Team von etwa zehn Historikern seit über 20 Jahren im Projekt The Thomas Edison Papers an der Rutgers University in New Jersey; ein Ende ist nicht abzusehen. Thomas Edison hat allein 3500 Notizbücher hinterlassen mit Zeichnungen, die das Entstehen vollendeter Erfindungen dokumentieren, sowie Skizzen von nicht realisierten Ideen.
Publikationen aus der Zeit nach 1990, die unmittelbar oder mittelbar auf dem Quellenprojekt aufbauen, entsprechen dem Stand der Forschung.

## Rezeption

### Neuzeitliche Rezeption
Die wissenschaftliche technikgeschichtliche Quellenforschung und die Innovationsforschung führten zu einer veränderten Sicht auf Thomas Edison. Das von ihm selbst und von Medien gepflegte Image eines heldenhaften Genies wurde relativiert, die Wertigkeit der ihm zugeschriebenen Leistungen verschob sich von den Erfindungen zur Arbeitsmethodik und zum Innovationsprozess.

“Even among other hallowed figures in the pantheon of inventors, Edison is a Bunyanesque. What Henry Ford is to the automobile, George Eastman to photography, and Charles Goodyear to rubber, Edison is to not one but several of today's essential technologies.”

„Selbst unter den Erleuchteten im Pantheon der Erfinder ist Edison außerordentlich. Was Henry Ford für den Automobilbau ist, George Eastman für die Fotografie und Charles Goodyear für die Gummiherstellung, ist Edison nicht für eine, sondern gleich für mehrere heute grundlegende Technologien.“

“Virtually every Edison scholar now agrees that Edison’s most important accomplishment was not the inventions themselves, but the invention of the invention industry. Edison is nothing less than the father of modern research and development.”

„Heute ist sich die Fachwelt praktisch einig, dass Edisons wichtigster Beitrag nicht seine Erfindungen selbst waren, sondern die Erfindung der Erfindungsindustrie. Edison ist kein Geringerer als der Vater der modernen Forschung und Entwicklung.“

“His ability to reason by analogy and to learn from failure are certainly examples of traits that should be useful to people of all sort and talents and occupations. Nonetheless, when you see his mind at play in his notebooks, the sheer multitude and richness of his ideas makes you recognize that there is something that can’t be understood easily – that we may never be able to understand.”

„Seine Fähigkeiten, in Analogien zu denken und aus Fehlschlägen zu lernen, sind sicherlich Beispiele für Charaktereigenschaften, die für Menschen mit den verschiedensten Talenten und Berufen hilfreich wären. Aber wenn man seinen Geist in seinen Notizbüchern spielen sieht, erkennt man an der schieren Menge und dem Reichtum seiner Ideen, dass es da etwas gibt, was nicht leicht zu verstehen ist und was wir vielleicht niemals verstehen werden.“

“What made Thomas A. Edison highly successful was not only his ability to perfect new devices in the laboratory but also his willingness to convince investors and the public to take up new inventions such as the phonograph, incandescent lamp, and motion pictures.”

„Was Thomas A. Edison so erfolgreich machte, war nicht nur seine Fähigkeit, neue Geräte im Labor zu perfektionieren, sondern auch seine Entschlossenheit, Investoren und die Öffentlichkeit von neuen Erfindungen wie Phonograph, Glühlampe und Filmen zu überzeugen.“

Ungeachtet der Leistungen wird die Person Thomas Edison auch kritisch beurteilt. Der Edison-Biograf Neil Baldwin meint, er sei ein Homo faber der extremsten Form gewesen, seine intensive Arbeit sei pathologisch und seine raffinierteste Erfindung sei seine Selbstwandlung zu einer Kulturikone gewesen.
Die Bezeichnung Zauberer von Menlo Park hat viele Untersuchungen angeregt. Magie oder ungewöhnliche kognitive Prozesse kann beispielsweise Joseph F. Buonanno in seiner Untersuchung nicht entdecken. Vielmehr habe Edison mit gewöhnlichem Denken außerordentliche Ergebnisse erzielt.

### Deutschland zur Zeit des Nationalsozialismus
Zur Zeit des Nationalsozialismus wurde Thomas Edison in Deutschland mitunter als superreicher Amerikaner und Herrscher über General Electric dargestellt, der seinen Reichtum dem Diebstahl von Erfindungen von Deutschen verdanke. Von der Propaganda wurde ein scharfer Gegensatz zwischen dem egoistischen Gewinnstreben skrupelloser Amerikaner mit der Falschdarstellung von Thomas Edison als Stereotyp und arischen Idealcharakteren der nationalsozialistischen Ideologie konstruiert:

„Und nun – nun sagen es Amerikas höchste Richter: „Du, Heinrich Goebel, bist der wirkliche Erfinder dieses Lichtes!“ Vater Goebel verzeiht sogar dem Edison seinen Diebstahl. Mag der Yankee Geld verdienen, soviel er will. Mag die General Electric Co. Millionen scheffeln, immerzu! Er, der Deutsche, hat das Antlitz der Welt verzaubert! … Deutsche, immer wieder Deutsche, bescheidene Menschen, Bastler und Gelehrte, ohne Gier nach Geld und Ruhm, aber Könner, ganze Könner, – Wohltäter der Menschheit.“

Die Propagierung eines deutschen Glühlampenerfinders erfolgte schon vor der Zeit des Nationalsozialismus ab 1923, zunächst aber noch ohne Schmälerung der Leistungen Edisons.

### Deutschland vor dem Ersten Weltkrieg
In der Zeit vor dem Ersten Weltkrieg wurden die technischen Innovationen auch in Deutschland mit Thomas Edison verbunden. 1889 nahm er am Treffen der Naturforscher in Heidelberg teil und war im Kreis der akademischen Wissenschaftler akzeptiert. Unter anderem führte er Gespräche mit Heinrich Hertz und Hermann Helmholtz; beide berichteten Verwandten in Briefen von dem Zusammentreffen. Werner von Siemens würdigte die epochale Leistung von Edison für die Verbreitung der Elektrizität und wies darauf hin, dass neben der Glühlampe und der Energieversorgung Edisons Entwicklung eines Verbrauchszählers von entscheidender Bedeutung für das Funktionieren des Geschäfts mit der Elektrizität sei.
Von der Popularität Edisons auch in Deutschland zu jener Zeit zeugt eine Umfrage der Berliner Illustrirten Zeitung zur Jahrhundertwende 1899/1900. Die etwa 6000 teilnehmenden Leser wählten Thomas Edison zum größten Erfinder.

## Filme
- MGM produzierte 1940 die beiden biografische Filme Der junge Edison über die Jugendzeit von Edison und Der große Edison über den erwachsenen Edison. Der zweite Film war bei der Oscarverleihung 1941 in Kategorie Beste Originalgeschichte nominiert.
- Thomas Ammann: Meilensteine der frühen Kommunikation. DVD. Drehbuch: Susanne Päch. Kamera: Johannes Kirchlechner. Reihe: P. M. Wissensedition. Meilensteine, 3; o. J. (2007), 60 Min.[118]
- Im Spielfilm Edison – Ein Leben voller Licht (2017), wird Edison von Benedict Cumberbatch dargestellt. Inhaltlich geht es um die Installation des ersten US-amerikanischen Stromnetzes.

### Hauptsächlich benutzte Sekundärquellen
- Thomas A. Edison Papers: Chronology. In: rutgers.edu, abgerufen am 29. Januar 2025.
  - Thomas A. Edison Papers: Chronology 1847–1878. In: rutgers.edu, abgerufen am 29. Januar 2025.
  - (ursprünglich unter:) Thomas A. Edison Papers: Chronology 1879–1931. (Memento vom 14. September 2019 im Internet Archive) In: rutgers.edu, 28. Oktober 2016, abgerufen am 10. Dezember 2008.
- Biography. In: rutgers.edu, abgerufen am 29. Januar 2025.
  - (ursprünglich unter:) Thomas A. Edison Papers: A Brief Chronology of Edison’s Life. (Memento vom 9. Juli 2019 im Internet Archive) In: rutgers.edu, abgerufen am 29. Januar 2025.
- Thomas A. Edison Papers: Detailed Biography. (Memento vom 11. September 2019 im Internet Archive) In: rutgers.edu, 28. Oktober 2016, abgerufen am 29. Januar 2025.
- Edison, Miller, and Affiliated Families. Thomas Alva Edison and His Family Tree. In: rutgers.edu, abgerufen am 29. Januar 2025.
  - Edison, Miller, and Affiliated Families. Thomas Alva Edison and His Family Tree. 10. April 2008, Bearbeitungsdatum: 26. Juli 2011, S. 151–181 (rutgers.edu [PDF; 275 kB]).
  - (ursprünglich unter:) Thomas A. Edison Papers: Chronology: Edison’s Family. (Memento vom 11. September 2019 im Internet Archive) In: rutgers.edu, abgerufen am 10. Dezember 2008.
- Thomas A. Edison Papers: Companies. In: rutgers.edu, abgerufen am 29. Januar 2025.
- Thomas A. Edison Papers: Inventions. In: rutgers.edu, abgerufen am 29. Januar 2025.
- Thomas A. Edison Papers: Edison’s Patents. In: rutgers.edu, abgerufen am 29. Januar 2025.

Die Internetseiten sind ebenso wie die unter Literatur angegebene Buchreihe The Papers of Thomas A. Edison eine Publikation des gleichnamigen Forschungsprojektes. Die Seiten werden von Rutgers, The State University of New Jersey betrieben. In New Jersey wohnte Edison den größten Teil seines Lebens, und dort befanden sich seine Entwicklungseinrichtungen. An der Rutgers University befindet sich ein Archiv IEEE History Center des IEEE Institute of Electrical and Electronics Engineers. Dort werden Quellen zur Technikgeschichte der Elektrotechnik archiviert und der wissenschaftlichen Auswertung zugänglich gemacht. Das Projekt Thomas A. Edison Papers speziell ist ein seit den 1980er Jahren andauerndes technikwissenschaftliches Großprojekt zur Aufbereitung und Auswertung von etwa 5 Millionen Dokumenten zu Thomas Edison, die sich teilweise auch in anderen Archiven befinden.
Einzelnachweise aus dieser Publikation des Forschungsprojektes The Thomas Edison Papers:
1. ↑  Thomas A. Edison Papers: Vote Recorder. In: rutgers.edu, abgerufen am 29. Januar 2025.
2. ↑  Thomas A. Edison Papers: Inventions. Automatic Telegraphy. In: rutgers.edu, abgerufen am 29. Januar 2025.
3. ↑  Thomas A. Edison Papers: Quadruplex Telegraph. In: rutgers.edu, abgerufen am 29. Januar 2025.
4. 1 2 3 4  Thomas A. Edison Papers: Detailed Biography. In: rutgers.edu, 28. Oktober 2016, abgerufen am 29. Januar 2025 (englisch).
5. ↑  Thomas A. Edison Papers: Life of Edison. Chronology 1871–1880. 1877. In: rutgers.edu, abgerufen am 29. Januar 2025 (englisch).
6. ↑  Ruttgers: The Thomas Edison Papers. Band 3: Menlo Park (edison.rutgers.edu) Zitat: “Edison’s ideas and techniques from telegraph message recording and the telephone led next to his invention of the phonograph, for which he filed the first patent in December 1877. This invention ultimately gave Edison a worldwide reputation—and the nickname ‘the Wizard of Menlo Park’.” (jhu.edu).
7. ↑  Inventions. Electric Generator. In: rutgers.edu, abgerufen am 29. Januar 2025.
8. ↑  Janet Schneider, Bayla Singer: Exhibition The Race of Electric Light. In: rutgers.edu, abgerufen am 6. Januar 2008.
9. ↑  Thomas A. Edison Papers: Life of Edison. Chronology 1891–1900. 1894, 1895. In: edison.rutgers.edu. Abgerufen am 1. Juli 2011 (englisch).
10. ↑  Thomas A. Edison Papers: Edison’s Companies, Phonograph, Foreign. In: edison.rutgers.edu. Abgerufen am 29. Januar 2025 (englisch).
11. ↑  A. Edison Papers: Company Details. Thomas A. Edison, Incorporated. In: edison.rutgers.edu. Abgerufen am 29. Januar 2025 (englisch).
12. ↑  Thomas A. Edison Papers: Inventions. Wax Cylinder Phonograph. In: edison.rutgers.edu. Abgerufen am 1. August 2011 (englisch).
13. ↑  Thomas A. Edison Papers: Inventions. Motion Pictures. In: rutgers.edu, abgerufen am 29. Januar 2025.
14. ↑  Thomas A. Edison Papers: Companies. In: rutgers.edu, abgerufen am 29. Januar 2025.
15. ↑  Thomas A. Edison Papers: American Patent System. In: rutgers.edu, abgerufen am 29. Januar 2025.
16. ↑  Thomas A. Edison Papers: Edison’s Companies, Electric Light, Domestic. In: rutgers.edu, abgerufen am 29. Januar 2025.
17. ↑  Thomas A. Edison Papers: Our Mission. In: rutgers.edu, abgerufen am 29. Januar 2025
.

### Patente
1. ↑  Patent  US90646A: Electric Vote-Recoder. Veröffentlicht am 1. Juni 1869, Erfinder: T. A. Edison.‌
2. ↑  Patent  US180857A: Autographic Printing. Angemeldet am 13. März 1876, veröffentlicht am 8. August 1876, Erfinder: T. A. Edison.‌
3. 1 2  Patent  US223898A: Electric Lamp. Angemeldet am 4. November 1879, veröffentlicht am 27. Januar 1880, Erfinder: Thomas Alva Edison.‌
4. ↑  Patent  US251545A: Electric Meter. Angemeldet am 20. März 1880, veröffentlicht am 27. Dezember 1881, Anmelder: Edison Electric Light Company, Erfinder: Thomas A. Edison.‌
5. ↑  Patent  US264642A: Electric Distribution and Translation System. Angemeldet am 9. August 1880, veröffentlicht am 19. September 1882, Anmelder: Edison Electric Light Company, Erfinder: Thomas A. Edison.‌
6. ↑  Patent  US307031A: Electrical Indicator. Angemeldet am 15. November 1882, veröffentlicht am 21. Oktober 1884, Erfinder: Thomas A. Edison.‌
7. ↑  Patent  US589168A: Kinetographic Camera. Angemeldet am 24. August 1891, veröffentlicht am 31. August 1897, Erfinder: Thomas A. Edison.‌
8. ↑  Patent  US1073107A: Storage Battery. Angemeldet am 11. Januar 1912, veröffentlicht am 16. September 1913, Anmelder: Edison Storage Battery Company, Erfinder: Thomas A. Edison.‌
9. ↑  Patent  US251540A: Carbon for Electric Lamps. Angemeldet am 6. August 1880, veröffentlicht am 27. Dezember 1881, Anmelder: Edison Electric Light Company, Erfinder: Thomas A. Edison.‌
10. ↑  Patent  US274290A: System of Electrical Distribution. Angemeldet am 27. November 1882, veröffentlicht am 20. März 1883, Erfinder: Thomas A. Edison.‌
11. ↑  Patent  US251554A: Electric Lamp and Socket or Holder. Angemeldet am 26. März 1881, veröffentlicht am 27. Dezember 1881, Anmelder: Edison Electric Light Company, Erfinder: Thomas A. Edison.‌
12. ↑  Patent  US465971A: Means for Transmitting Signals Electrically. Angemeldet am 23. Mai 1885, veröffentlicht am 29. Dezember 1891, Erfinder: Thomas A. Edison.‌
13. ↑  Patent  US248431A: Preserving Fruit. Angemeldet am 14. Dezember 1880, veröffentlicht am 18. Oktober 1881, Erfinder: Thomas A. Edison.‌

### Sonstige Einzelnachweise
1. ↑  Paul Israel: Edison: A Life of Invention. John Wiley & Sons, New York 1998, ISBN 0-471-36270-0, S. 40.
2. ↑  John Casale: Franklin L. Pope. In: Telegraph-History, abgerufen am 29. Januar 2025.
3. ↑  Paul Israel: Edison: A Life of Invention. John Wiley & Sons, New York 1998, ISBN 0-471-36270-0, S. 54–55.
4. ↑  Quadruplex Telegraph. In: IEEE Global History Network, abgerufen am 29. Januar 2025.
5. ↑  Paul Israel: Edison: A Life of Invention. John Wiley & Sons, New York 1998, ISBN 0-471-36270-0, S. 101–105.
6. ↑  Jil E. Cooper: Intermediaries and Invention: Business Agents and the Edison Electric Pen and Duplicating Press. In: Business and Economic History. Band 25 (1) (1996), ISSN 0894-6825, S. 130–142, JSTOR:23703109.
7. ↑  History of Technology: Edison’s Electric Pen. Abgerufen am 23. August 2011.
8. ↑  Frank Lewis Dyer, Thomas Martin Martin: Edison, His Life and Inventions. Harper Brothers, 1929, Kap. 10 The Phonograph.
9. ↑  Frank Lewis Dyer, Thomas Martin Martin: Edison, His Life and Inventions. Harper Brothers, 1929, S. 962.
10. ↑  Electric Illumination; Progress and Prospects of the new Light. In: The New York Times. 15. Juni 1879, S. 5 (englisch; nytimes.com, abgerufen am 29. Januar 2025, mit Login).
11. ↑  Helmuth Poll Der Edisonzähler. Deutsches Museum, München 1995, ISBN 3-924183-30-9, S. 30–45.
12. ↑  Americanhistory: Promoting Edison’s Lamp. In: americanhistory.si.edu, abgerufen am 10. August 2011.
13. ↑  Paul Israel: Edison: A Life of Invention. John Wiley & Sons, New York 1998, ISBN 0-471-36270-0, S. 197–198, 213–214.
14. ↑  Paul Israel: Edison: A Life of Invention. John Wiley & Sons, New York 1998, ISBN 0-471-36270-0, S. 147.
15. 1 2 3 4 5  Helmuth Poll Der Edisonzähler. Deutsches Museum München, 1995, ISBN 3-924183-30-9,  Kapitel Thomas Alva Edison – Zeittafel. S. 25–30.
16. ↑  Paul Israel: Edison: A Life of Invention. John Wiley & Sons, New York 1998, ISBN 0-471-36270-0, S. 216.
17. ↑  Paul Israel: Edison: A Life of Invention. John Wiley & Sons, New York 1998, ISBN 0-471-36270-0, S. 223.
18. ↑  Paul Israel: Edison: A Life of Invention. John Wiley & Sons, New York 1998, ISBN 0-471-36270-0, S. 214.
19. ↑  Eine leuchtende Zeitreise zu Ehren der Glühbirne. Von der Edison-Lampe zur organischen Leuchtdiode. Die Glühlampe kommt nach Deutschland. (Memento vom 19. Januar 2012 im Internet Archive) In: ARD.de, abgerufen am 9. August 2011.
20. ↑  Paul Israel: Edison: A Life of Invention. John Wiley & Sons, New York 1998, ISBN 0-471-36270-0, S. 206.
21. ↑  a brief history of con edison. electricity. (Memento vom 4. Februar 2009 im Internet Archive) In: coned.com, abgerufen am 19. Dezember 2008.
22. ↑  In New York waren um 1900 etwa 30 Unternehmen im Bereich elektrischer Energieversorgung tätig, die von der New York Gas, Electric Light, Heat & Power Company aufgekauft und 1901 in der New York Edison Company zusammengefasst wurden. Thomas Edison besaß nach 1901 keine Energieversorgungsunternehmen in New York mehr. Der Energieversorger New Yorks trägt jedoch noch heute seinen Namen. Siehe a brief history of con edison. electricity. (Memento vom 4. Februar 2009 im Internet Archive) In: coned.com, abgerufen am 20. Dezember 2008.
23. ↑  Paul Israel: Edison: A Life of Invention. John Wiley & Sons, New York 1998, ISBN 0-471-36270-0, S. 215.
24. ↑  Paul Israel: Edison: A Life of Invention. John Wiley & Sons, New York 1998, ISBN 0-471-36270-0, S. 198.
25. ↑  Frank Lewis Dyer, Thomas Martin Martin: Edison, His Life and Inventions. Harper Brothers, 1929, Kap. 14: Inventing a Complete System of Lighting.
26. ↑  Paul Israel: Edison: A Life of Invention. John Wiley & Sons, New York 1998, ISBN 0-471-36270-0, S. 236–237, 250.
27. ↑  Paul Israel: Edison: A Life of Invention. John Wiley & Sons, New York 1998, ISBN 0-471-36270-0, S. 265.
28. ↑  Paul Israel: Edison: A Life of Invention. John Wiley & Sons, New York 1998, ISBN 0-471-36270-0, S. 279–291.
29. ↑  Paul Israel: Edison: A Life of Invention. John Wiley & Sons, New York 1998, ISBN 0-471-36270-0, S. 328.
30. ↑  Paul Israel: Edison: A Life of Invention. John Wiley & Sons, New York 1998, ISBN 0-471-36270-0, S. 321–335.
31. ↑  Elihu Thomson. In: IEEE Global History Network. Abgerufen am 29. Januar 2025 (englisch).
32. ↑  Paul Israel: Edison: A Life of Invention. John Wiley & Sons, New York 1998, ISBN 0-471-36270-0, S. 336.
33. ↑  Paul Israel: Edison: A Life of Invention. John Wiley & Sons, New York 1998, ISBN 0-471-36270-0, S. 422.
34. ↑  Paul Israel: Edison: A Life of Invention. John Wiley & Sons, New York 1998, ISBN 0-471-36270-0, S. 292–293.
35. ↑  Paul Israel: Edison: A Life of Invention. John Wiley & Sons, New York 1998, ISBN 0-471-36270-0, S. 339, 360.
36. ↑  Leonard DeGraaf: Confronting the Mass Market: Thomas Edison and the Entertainment Phonograph. In: Business and Economic History. Vol. 24 (1995), ISSN 0894-6825, S. 88–96, JSTOR:23703274.
37. ↑  Stollwerck and Eureka Chocolate Phonographs. In: edisontinfoil.com, abgerufen am 1. Juli 2011.
38. ↑  Leonard DeGraaf: Confronting the Mass Market: Thomas Edison and the Entertainment Phonograph. In: Business and Economic History. Vol. 24 (1995), ISSN 0894-6825, S. 88, JSTOR:23703274.
39. ↑  Ferdinand Werner: Der lange Weg zum neuen Bauen. Band 1: Beton: 43 Männer erfinden die Zukunft. Wernersche Verlagsgesellschaft, Worms 2016, ISBN 978-3-88462-372-5, S. 240–243.
40. ↑  Paul Israel: Edison: A Life of Invention. John Wiley & Sons, New York 1998, ISBN 0-471-36270-0, S. 403–409.
41. ↑  Milestones: Thomas A. Edison West Orange Laboratories and Factories, 1887. In: IEEE Global History Network. 18. Oktober 2008, abgerufen am 29. Januar 2025.
42. ↑  Paul Israel: Edison: A Life of Invention. John Wiley & Sons, New York 1998, ISBN 0-471-36270-0, S. 421.
43. ↑  Johannes-Geert Hagmann: Wie sich die Physik Gehör verschaffte – Die amerikanischen Physiker engagierten sich im Ersten Weltkrieg mit „praktischer“ Forschung. In: Physik Journal. Band 14 (2015), Nr. 11, S. 43–46.
44. ↑  Paul Israel: Edison: A Life of Invention. John Wiley & Sons, New York 1998, ISBN 0-471-36270-0, S. 457–460.
45. ↑  Thomas Alva Edison in der Datenbank Find a Grave, abgerufen am 7. September 2017.
46. ↑  Paul Israel: Edison: A Life of Invention. John Wiley & Sons, New York 1998, ISBN 0-471-36270-0, S. 462. (Die Trauerfeier fand am Nachmittag und Abend des 21. Oktober statt. Zeitungen berichten von der Beisetzung am Abend des 21. Oktober, die Biografie von Paul Israel nennt den 22. Oktober. Möglicherweise ein Druckfehler oder es zog sich bis nach Mitternacht hin.)
47. ↑  Frank Lewis Dyer, Thomas Martin Martin: Edison, His Life and Inventions. Harper Brothers, 1929, Kap. 29 The Social Side of Edison. S. 877.
48. ↑  Allmusic: Biografie Thomas Alva Edison, abgerufen am 16. August 2011.
49. ↑  John Patrick Michael Murphy: Murphy’s Law: Thomas Alva Edison (1999). Abgerufen am 29. Januar 2025.
50. ↑  Quotations on Freethought and Religion: Thomas A. Edison. Archiviert vom Original (nicht mehr online verfügbar) am 4. März 2016; abgerufen am 10. Dezember 2008.
51. ↑  “No Immortality of the Soul” says Thomas A. Edison. In: The New York Times. 2. Oktober 1910, Section M, S. 1 (nytimes.com, abgerufen am 29. Januar 2025, mit Login).
52. ↑  Vgl. Paul Israel, biographer of Thomas Edison. Online-Interview. Frage 32 von 48. In: well.com, abgerufen am 29. Januar 2025.
53. ↑  Paul Israel: Edison: A Life of Invention. John Wiley & Sons, New York 1998, ISBN 0-471-36270-0, S. 444–445.
54. ↑  Thomas Edison, Family. In: Thomas Edison, National Historical Park New Jersey, U.S. National Park Service, abgerufen am 29. Januar 2025.
55. ↑  Frank Lewis Dyer, Thomas Martin Martin: Edison, His Life and Inventions. Harper Brothers, 1929, Kap. 24 Edison’s Method in Inventing. S. 688.
56. ↑  Dean Keith Simonton: Thomas Edison’s creative career: The multilayered trajectory of trials, errors, failures, and triumphs. In: Psychology of Aesthetics, Creativity, and the Arts. Band 9, Nr. 1, 2015, ISSN 1931-390X, S. 2–14, doi:10.1037/a0037722.
57. ↑  Paul Israel: Edison: A Life of Invention. John Wiley & Sons, New York 1998, ISBN 0-471-36270-0, S. 195.
58. ↑  Obwohl Böhm nur kurz für Edison arbeitete, zählte dieser ihn in einem autobiografischen Artikel vom 5. März 1904 in The Electrical World zu den Mitarbeitern der Gründerjahre.
59. ↑  Kurzbiografie Ludwig K. Böhm. (Memento vom 30. Juni 2012 im Webarchiv archive.today) In: frognet.net, abgerufen am 10. Dezember 2008 (englisch).
60. ↑  Frank Lewis Dyer, Thomas Martin Martin: Edison, His Life and Inventions. Harper Brothers, 1929, S. 503.
61. ↑  Kurzbiografie Lewis Howard Latimer. (Memento vom 6. April 2003 im Internet Archive) In: frognet.net, abgerufen am 10. Dezember 2008 (englisch).
62. ↑  Tesla Says Edison was an Empiricist. Electrical Technician Declares Persistent Trials Attested Inventor’s Vigor. “His Method Inefficient”: A Little Theory Would Have Saved Him 90 % of Labor, Ex-Aide Asserts – Praises His Great Genius. In: The New York Times. 19. Oktober 1931, S. 25.
63. ↑  Eine genauere Untersuchung der Rolle von Dickson und Edison bei diesen Erfindungen findet sich in W. Bernard Carlson and Michael E. Gorman, Understanding Invention as a Cognitive Process: The Case of Thomas Edison and Early Motion Pictures, 1888–1891. Social Studies of Science 20 (1990), S. 387–430.
64. ↑  Vgl. Paul Israel: Edison: A Life of Invention. John Wiley & Sons, New York 1998, ISBN 0-471-36270-0, S. 196.
65. ↑  Charles Bazerman: The Languages of Edison’s Light MIT Press, Cambridge, Mass. 1999, ISBN 0-262-02456-X, Kap.13 Charisma and Communications in Edison’s Organizations. S. 259–289.
66. ↑  Thomas Edison at Menlo Park. In: IEEE Global History Network. 12. April 2017, abgerufen am 29. Januar 2025.
67. ↑  Martin André Rosanoff: Edison in his laboratory. In: Harper’s Monthly Magazine. September 1932, S. 406 (harpers.org – anmeldepflichtig).
68. ↑  Bereits 1910 als „Genius is 1 per cent. inspiration and 99 per cent. perspiration“ in Frank Lewis Dyer, Thomas Commerford Martin: Edison: His Life and Inventions. 1. Auflage. Band 2. 1910, S. 607 (Textarchiv – Internet Archive) nachweisbar. Zur erstmaligen Benutzung liegt keine Quelle vor. Insbesondere verwendete Edison die Formulierung in seiner Dankesrede nach der Ehrung durch die Nation am 20. Oktober 1928 (Bericht in der New York Times. 21. Oktober 1928).
69. ↑  Deutsches Patentamt (Hrsg.): Jahresbericht 2007. 2008, ISSN 1615-0910, S. 99 (dpma.de [PDF; 8,2 MB]).
70. ↑  Charles Bazerman: The Languages of Edison’s Light. MIT Press, Cambridge, Mass. 1999, ISBN 0-262-02456-X, S. 259.
71. ↑  Thomas Alva Edison: Inventions. (Memento vom 15. Januar 2013 im Internet Archive) Henry-Ford-Museum, abgerufen am 11. Dezember 2008.
72. ↑  Helmuth Poll Der Edisonzähler. Deutsches Museum München, 1995, ISBN 3-924183-30-9.
73. ↑  Frühe Edison-Lampensockel. (Memento vom 17. März 2017 im Internet Archive) In: frognet.net, abgerufen am 10. Dezember 2008.
74. ↑  Frank Lewis Dyer, Thomas Martin Martin: Edison, His Life and Inventions. Harper Brothers, 1929, Kap. 9 IV. Wireless Telegraphy.
75. ↑  Edison’s Concrete Piano. (Memento vom 25. August 2011 im Internet Archive) In: concretepiano.com, abgerufen am 30. August 2011.
76. ↑  Edison Now Making Concrete Furniture. In: The New York Times. 9. Dezember 1911 (nytimes.com, abgerufen am 29. Januar 2025, mit Login).
77. ↑  Vgl. Reinhold Bauer: Gescheiterte Innovationen. Fehlschläge und technologischer Wandel (= Campus Forschung. Band 893). Campus Verlag, Frankfurt am Main / New York 2006, ISBN 3-593-37973-2 (Zugl.: Hamburg, Helmut-Schmidt-Univ., Habil.-Schr., 2005). Der Autor bezeichnet Innovationsprozesse insbesondere als fragil, das Scheitern sei der Regelfall. (S. 316).
78. ↑  Charles Bazerman: The Languages of Edison’s Light. MIT Press, Cambridge, Mass. 1999, ISBN 0-262-02456-X, Kap. 11 Lighting New York: Urban Politics.
79. ↑  Charles Bazerman: The Languages of Edison’s Light. MIT Press, Cambridge, Mass. 1999, ISBN 0-262-02456-X, S. 2.
80. ↑  Helmuth Poll Der Edisonzähler. Deutsches Museum München, 1995, ISBN 3-924183-30-9, S. 11.
81. ↑  Charles Bazerman: The Languages of Edison’s Light. MIT Press, Cambridge, Mass. 1999, ISBN 0-262-02456-X, Kap. 15 The Language of Flowers: Domesticating Electric Light.
82. ↑  Charles Bazerman: The Languages of Edison’s Light. MIT Press, Cambridge, Mass. 1999, ISBN 0-262-02456-X. Der Abschnitt gibt die Thematik des Buches zusammengefasst wieder.
83. ↑  Frank Lewis Dyer, Thomas Martin Martin: Edison, His Life and Inventions. Harper Brothers, 1929; Anhang Foreign Patents, S. 1138.
84. ↑  World Wide School: Dyer, Martin Edison, His Life and Inventions: Foreign Patents. (Memento vom 18. September 2012 im Webarchiv archive.today) In: worldwideschool.org, abgerufen am 13. Dezember 2008.
85. ↑  Frank Lewis Dyer, Thomas Martin Martin: Edison, His Life and Inventions. Harper Brothers, 1929, Kap. 28 The Black Flag. S. 841.
86. ↑  Vgl. Paul Israel: Edison: A Life of Invention. John Wiley & Sons, New York 1998, ISBN 0-471-36270-0, S. 317–319.
87. ↑  Edison’s Patent Upheld. In: The New York Times. 15. Juli 1891 sowie 5. Oktober 1892.
88. ↑  Americanhistory: Competition to Edison’s Lamp. In: americanhistory.si.edu, abgerufen am 14. Dezember 2008.
89. ↑  So zitiert in Helmuth Poll Der Edisonzähler. Deutsches Museum München, 1995, ISBN 3-924183-30-9, S. 30.
90. ↑  Great Projects, The Building of America: Interview Paul Israel, Managing Editor of Thomas A. Edison Papers. (PDF; 27 kB) S. 9. In: pbs.org, abgerufen am 29. Januar 2025.
91. ↑  Edison Amberola DX. (Memento vom 16. September 2011 im Internet Archive) In: edisonphonology.com, abgerufen am 5. August 2011.
92. ↑  Stefan Gauß: Nadel, Rille, Trichter: Die Kulturgeschichte des Phonographen und des Grammophons in Deutschland (1900–1940). Verlag Böhlau, Köln / Weimar / Wien 2009, ISBN 978-3-412-20185-2, S. 44.
93. ↑  Siehe zum Beispiel Bernd Wagner: Kulturelle Globalisierung. Von Goethes „Weltliteratur“ zu den weltweiten Teletubbies. In: Aus Politik und Zeitgeschichte. B 12, 2. Juli 2002, S. 10–18 (bpb.de – Bundeszentrale für politische Bildung).
94. 1 2  Debra Galant: The Father of Inventions. In: The New York Times. 1. Juni 1997, abgerufen am 28. Januar 2025.
95. ↑  Frank Lewis Dyer, Thomas Martin Martin: Edison, His Life and Inventions. Harper Brothers, 1929, Kap. 26 Edison in Commerce and Manufacture.
96. ↑  Paul Israel, biographer of Thomas Edison. Online-Interview. Frage 14 von 48. In: well.com, abgerufen am 29. Januar 2025.
97. ↑  Neil Baldwin beziffert den Wert seines Vermögens bei Tod mit 12 Millionen Dollar, welches zu 80 % seine Söhne Charles und Theodore erbten. Neil Baldwin: Inventing the Century. University Of Chicago Press, 2001, ISBN 0-226-03571-9, S. 411.
98. ↑  Thomas Edison and Menlo Park. Edison Memorial Tower Corporation, abgerufen am 29. Januar 2025.
99. ↑  Heinrich-Goebel-Feier in Springe am Deister. In: ETZ Elektrotechnische Zeitschrift – Organ des VDE. Nr. 41,10. Oktober 1929, S. 1492.
100. ↑  John Kunkel Small: Manual of the Southeastern Flora. Being Descriptions of the Seed Plants Growing Naturally in Florida, Alabama, Mississippi, Eastern Louisiana, Tennessee, North Carolina, South Carolina and Georgia. 1933, S. 1507.
101. ↑  Thomas A. Edison Papers. (Memento vom 2. Oktober 2011 im Internet Archive) In: nybg.org, New York Botanical Garden, abgerufen am 2. September 2011.
Thomas A. Edison Papers. Biographical / Historical. In: nybg.org, New York Botanical Garden, abgerufen am 29. Januar 2025.
102. ↑  
Lotte Burkhardt: Verzeichnis eponymischer Pflanzennamen – Erweiterte Edition. Teil I und II. Botanic Garden and Botanical Museum Berlin, Freie Universität Berlin, Berlin 2018, ISBN 978-3-946292-26-5, doi:10.3372/epolist2018.
103. ↑  Thomas Alva Edison im Gazetteer of Planetary Nomenclature der IAU (WGPSN) / USGS.
104. ↑  Grammy Trustees Award. (Memento vom 15. März 2015 im Internet Archive) In: grammy.org.
105. ↑  Edison and Tesla To Get Nobel Prizes. In: The New York Times. 6. November 1915, S. 1 (nytimes.com, abgerufen am 30. Januar 2025, mit Login).
106. ↑  Nomination Archive. Thomas Edison. In: nobelprize.org, Nobel Prize organisation, abgerufen am 28. Januar 2025.
107. ↑  Zitiert in: Kathleen McAuliffe: The Undiscovered World of Thomas Edison. In: The Atlantic Monthly. Dezember 1995, S. 80.
108. ↑  Kathleen McAuliffe: The Undiscovered World of Thomas Edison. In: The Atlantic Monthly. Dezember 1995, S. 93.
109. ↑  Nach Interview zitiert in: Kathleen McAuliffe: The Undiscovered World of Thomas Edison. In: The Atlantic Monthly. Dezember 1995, S. 93.
110. ↑  Sal Restivo (Hrsg.): Science, Technology, and Society. An encyclopedia. Oxford University Press, Oxford 2005, ISBN 0-19-514193-8, Kapitel: Invention, History, and Culture. S. 231.
111. ↑  Neils Baldwin: Edison: Inventing the Century. 2. Auflage. University of Chicago Press, 2001, ISBN 0-226-03571-9, Vorwort S. VIII und X.
112. ↑  Joseph F. Buonanno: Thomas A. Edison: Wizard of Menlo Park, or Ordinary Thinker? Temple University, 2005 (Dissertation; Abstract).
113. ↑  Ernst Georg Erich Lorenz: Männer am Werk – Lebensbilder deutscher Erfinder und Forscher. Loewe, Stuttgart 1939, S. 19.
114. ↑  Vgl. Hermann Helmholtz: Naturforschertagung in Heidelberg. (Memento vom 17. Dezember 2017 im Internet Archive) In: uni-heidelberg.de, abgerufen am 23. Juli 2011. Aus: Anna von Helmholtz: Ein Lebensbild in Briefen. Band 2. Hrsg. von Ellen von Siemens-Hemholtz. Verlag für Kulturpolitik Berlin, S. 18–19.
115. ↑  Helmuth Poll: Der Edisonzähler. Deutsches Museum München, 1995, ISBN 3-924183-30-9, S. 12.
116. ↑  Vgl. Andrea Boehm: Das große Versprechen. In: Die Zeit. 29. Dezember 1999, abgerufen am 28. Januar 2025 (Quelle: Die Zeit. 01/2000).
117. ↑  Berliner Illustrierte Zeitung 1899: Opinion Poll. In: H-German. H-Net Network on German History. H-Net: Humanities & Social Sciences Online, abgerufen am 28. Januar 2025.
118. ↑  Der Film stellt vier Pioniere der Kommunikations- und Speichertechnologien vor. Neben Edison und der Schallaufzeichnung sind das Louis Daguerre und die Fotografie, Guglielmo Marconi und die Funktechnik, Alexander G. Bell und das Telefon